# AKB48集團相關歌曲列表
AKB48集團相關歌曲列表是AKB48与SKE48等姐妹组合，与no3b（ノースリーブス）等衍生分队歌曲的一览表，但不包括被称作“官方对手”的乃木坂46之作品。
此列表收錄的範圍不仅限于秋元康担任制作人的歌曲，也包括了AKB48集團成員参加演唱的他方作品。
为便于查阅，剧场公演中出现的歌曲与发行唱片中收录的歌曲若有相同者，會在列表中重複记载。
同樣為便於查閱，專輯中只列出該專輯發行的新歌。

## overture
- overture
- overture（SKE48 ver.）
- overture（NMB48 ver.）
- overture（HKT48 ver.）
- overture（SDN48 ver.）
- overture（JKT48 ver.）
- overture（NGT48 ver.）
- overture（Team Ogi ver.）

在“Team Ogi 祭”这一演唱会中使用。
- overture（AKB0048 ver.）

电视动画《AKB0048》中使用。
作詞：不明、作編曲：尾澤拓実、歌唱：DJ TAZ

## 各组合

### AKB48

#### 劇場公演
Team A 1st Stage“PARTY开始了”（PARTYが始まるよ）
- PARTY开始了
- Dear my teacher
- 让我吃下毒苹果（毒リンゴを食べさせて）
- 裙摆飘飘（スカート、ひらり）
- 同班同学（クラスメイト）
- 和你在一起的平安夜（あなたとクリスマスイブ）
- 接吻不行唷（キスはだめよ）
- 星之温度（星の温度）
- 樱花花瓣（桜の花びらたち）
- 在蓝天旁（青空のそばにいて）
- AKB48
- 裙摆飘飘（安可版）（アンコールver.）
- 樱花花瓣（安可版）

Team A 2nd Stage“想见你”（会いたかった）
- 叹息的人偶（嘆きのフィギュア）
- 泪之湘南（涙の湘南）
- 想见你
- 沙滩的樱桃（渚のCHERRY）
- 玻璃般的我爱你（ガラスの I LOVE YOU）
- 恋爱计划（恋のPLAN）
- 从背后紧紧相拥（背中から抱きしめて）
- 里约的革命（リオの革命）
- JESUS
- 可是…（だけど…）
- 未来的门（未来の扉）

Team A 3rd Stage“为了谁”（誰かのために）
- 含羞草（月見草）
- Warning
- 生日夜（誕生日の夜）
- Bird
- 用飞吻击落他！（投げキッスで撃ち落せ!）
- 海市蜃楼（蜃気楼）
- 骑士
- 制服真碍事（制服が邪魔をする）
- 夏已逝（夏が行っちゃった）
- 小池
- 月之形（月のかたち）
- 为了谁 -What can I do for someone?-
- Team A组曲（チームAメドレー）
- 卖眼泪的少女（涙売りの少女）

Team A 4th Stage“正在恋爱中”（ただいま 恋愛中）
- 正在恋爱中
- 熊布偶（くまのぬいぐるみ）
- Only today
- 7点12分的初恋（7時12分の初恋）
- 春天到来之前（春が来るまで）
- 纯爱的渐强音（純愛のクレッシェンド）
- Faint
- 归乡
- 懒洋洋（ダルイカンジ）
- Mr. Kissman
- 你教我的事（君が教えてくれた）
- BINGO!
- 曾不屑一顾的爱情（軽蔑していた愛情）
- LOVE CHASE
- 为何降生在这美好世界（なんて素敵な世界に生まれたのだろう）

Team A 5th Stage“恋爱禁止条例”
- 永恒之光（長い光）
- 暴风骤雨之间（スコールの間に）
- 女高中生睡美人（JK眠り姫）
- 每当遇到你 恋爱便开始（君に会うたび 恋をする）
- 黑色天使（黒い天使）
- 心型病毒（ハート型ウイルス）
- 恋愛禁止条例
- 傲娇女生（ツンデレ!）
- 盛夏的圣诞玫瑰（真夏のクリスマスローズ）
- Switch
- 109（マルキュー）
- 机尾云（ひこうき雲）
- 那时的运动鞋（あの頃のスニーカー）
- AKB参上!
- 泪之深呼吸
- 大声钻石（大声ダイヤモンド）

Team A 6th Stage“目击者”（目撃者）
- 迷你裙精灵（ミニスカートの妖精）
- 目击者
- 前人未踏（前人未踏）
- 歪曲的珍珠（いびつな真珠）
- 憧憬的大明星（憧れのポップスター）
- 手牵手（腕を組んで）
- 燃烧路线（炎上路線）
- 爱的加速器（愛しさのアクセル）
- ☆之彼方（☆の向こう側）
- 仙人掌与淘金热（サボテンとゴールドラッシュ）
- 美人
- 给我爱（アイヲクレ）
- 摩天楼的距离（摩天楼の距離）
- 生命的意义（命の意味）
- I'm crying
- 一直 一直（ずっと ずっと）
- Pioneer

Team A 7th Stage“獻給M.T.”（M.T.に捧ぐ）
- 開始吧。（始まる）
- Prime time
- 為你探尋（探してあげる）
- 薰衣草草原（ラベンダーフィールド）
- 改變的日程表（リスケ）
- 制服比基尼（制服ビキニ）
- She's gone
- 夢中Kiss me！（夢でKiss me !）
- 敗家男（負け男）
- 鏡花水月（月と水鏡）
- 門前仲町之舞（門前仲町ダンス）
- 今夜、Gloria會在誰的懷裏？（今夜、グロリアは誰に抱かれる?）
- 複製&貼上（コピー&ペースト）
- 獻給M.T.（M.T.に捧ぐ）
- Show不會結束（ショーは終わらない）
- 眨眼的子彈（ウィンクの銃弾）
- 淚水會在何日（涙はいつの日か）

Team K 2nd Stage“青春女孩”（青春ガールズ）
- 青春女孩
- 沙滩鞋（ビーチサンダル）
- 在你化作星星之前（君が星になるまで）
- Blue rose
- 禁忌的2人（禁じられた2人）
- 雨中动物园（雨の動物園）
- 放浪之夏（ふしだらな夏）
- Don't disturb!
- Virgin love
- 日界变更线（日付変更線）
- 我点燃的烟花（僕の打ち上げ花火）
- 约好了唷（約束よ）
- 化作滚石吧（転がる石になれ）
- 灰姑娘没有受骗（シンデレラは騙されない）

Team K 3rd Stage“脑内天堂”（脳内パラダイス）
- 朋友啊（友よ）
- 脑内天堂
- 令人在意的转校生（気になる転校生）
- 泪中带笑（泣きながら微笑んで）
- MARIA
- 你是天马（君はペガサス）
- 骨头华尔兹（ほねほねワルツ）
- 滴溜溜的转（くるくるぱー）
- 满满的圣诞（クリスマスがいっぱい）
- 剧场海盗（シアター・パイレーツ）
- 单恋的毕业式（片思いの卒業式）
- 与花迸散！（花と散れ!）
- K2nd联唱（K2ndメドレー）
- 草原的奇迹（草原の奇跡）

Team K 4th Stage“最终钟声鸣响”（最終ベルが鳴る）
- 猛犸象（マンモス）
- 最终钟声鸣响
- 男友制作法（ボーイフレンドの作り方）
- 不想成为伟人（偉い人になりたくない）
- 再战
- 初恋小偷（初恋泥棒）
- 对不起 我的宝石（ごめんね ジュエル）
- 雄蕊雌蕊夜之蝶（おしべとめしべと夜の蝶々）
- 16人姐妹之歌（16人姉妹の歌）
- Stand up
- Coolgirl
- 洄游鱼的容积（回遊魚のキャパシティ）
- 去见你吧（会いに行こう）
- 暹罗猫（シャムネコ）
- 梅乐斯之路（メロスの道）
- 支柱

Team K 5th Stage“引体后翻”（逆上がり）
- 掌
- 引体后翻
- 否定的安魂曲（否定のレクイエム）
- 那汗水不会说谎（その汗は嘘をつかない）
- 曲终人尽（エンドロール）
- 任性的流星（わがままな流れ星）
- 爱之色（愛の色）
- 如能被你紧拥（抱きしめられたら）
- 虫之叙事诗（虫のバラード）
- 伪装着 隐瞒着（フリしてマネして）
- 渡海吧！（海を渡れ!）
- 街角的Party（街角のパーティー）
- 歌迷信（ファンレター）
- 没义气（不義理）
- 半调子帅哥（ハンパなイケメン）
- To be continued.

Team K 6th Stage“RESET”
- 柠檬的年纪（檸檬の年頃）
- RESET
- 柠檬的年纪（洗濯物たち）
- 可以做你的女友吗?（彼女になれますか?）
- 唔吼大游行（ウッホウッホホ）
- 制服的抵抗（制服レジスタンス）
- 奇迹也赶不及合格（奇跡は間に合わない）
- 逆转的王子殿下（逆転王子様）
- 为了明天而接吻（明日のためにキスを）
- 心端的沙发（心の端のソファー）
- 毒蜘蛛（毒蜘蛛）
- 输光爱情（オケラ）
- 白色情人节…（ホワイトデーには…）
- 拼图48（ジグソーパズル48）
- 星空的错误（星空のミステイク）
- 梦之钟（夢の鐘）
- 搬家了（引っ越しました）

Team B 3rd Stage“睡衣兜风”（パジャマドライブ）
- 初日
- 必杀瞬间移动（必殺テレポート）
- 不开心的美人鱼（ご機嫌ななめなマーメイド）
- 2人乘坐的自行车（2人乗りの自転車）
- 天使的尾巴（天使のしっぽ）
- 睡衣兜风（睡衣兜风）
- 纯情主义（純情主義）
- 无望之泪（てもでもの涙）
- 镜中的圣女贞德（鏡の中のジャンヌ・ダルク）
- Two years later
- 生命使用法（命の使い道）
- 就这么白白被吻了（キスして損しちゃった）
- 我的樱花（僕の桜）
- 呀喝B！（ワッショイB!）
- 水手梦见了风暴（水夫は嵐に夢を見る）
- 白衬衫（白いシャツ）

Team B 4th Stage“偶像的黎明”（アイドルの夜明け）
- 偶像的黎明
- 大家一起来（みなさんもご一緒に）
- 春风吹拂时（春一番が吹く頃）
- 拳之正义（拳の正義）
- 遗憾少女（残念少女）
- 口对口的巧克力（口移しのチョコレート）
- 单恋对角线（片思いの対角線）
- 天国小子（天国野郎）
- 心爱的娜塔莎（愛しきナターシャ）
- 就要做女高中生（女子高生はやめられない）
- 如能告白就好（好きと言えば良かった）
- 雀斑般的吻（そばかすのキス）
- 蒲公英的决心（タンポポの決心）
- B Stars
- 横须贺弯道（横須賀カーブ）
- 谢谢你（アリガトウ）

Team B 5th Stage“剧场的女神”（シアターの女神）
- 爱情的捉迷藏（ロマンスかくれんぼ）
- 勇气的铁锤（勇気のハンマー）
- 陨石的机率（隕石の確率）
- 爱的脱衣舞者（愛のストリッパー）
- 剧场的女神
- 你好 我的初恋（初恋よ こんにちは）
- 暴风雨之夜（嵐の夜には）
- 来一块糖果（キャンディー）
- 男更衣室（ロッカールームボーイ）
- 夜风的恶作剧（夜風の仕業）
- 100米便利商店（100メートルコンビニ）
- 喜欢 喜欢 喜欢（好き 好き 好き）
- 再见紧紧的捆绑（サヨナラのカナシバリ）
- 再见紧紧的捆绑（潮風の招待状）
- 诚实的人（オネストマン）
- Team B推（チームB推し）
- 我们的纸飞机（僕たちの紙飛行機）

向日葵组 1st Stage“我的太阳”（僕の太陽）
- Dreamin' girls
- RUN RUN RUN
- 未来的果实（未来の果実）
- 万岁暴风雨（ビバ!ハリケーン）
- 不要叫我偶像（アイドルなんて呼ばないで）
- 我 朱丽叶与云霄飞车（僕とジュリエットとジェットコースター）
- 暮蝉之恋（ヒグラシノコイ）
- 爱的防卫（愛しさのdefense）
- 向日葵
- 竹内学长（竹内先輩）
- 这样那样的借口（そんなこんなわけで）
- 似曾相识（デジャビュ）
- 你正在看着夕阳吗?（夕陽をみているか?）
- Lay down
- 我的太阳

向日葵组 2nd Stage“不要让梦想死去”（夢を死なせるわけにいかない）
- 浪漫、不需要（ロマンス、イラネ）
- 不要让梦想死去
- 让我们再前进一厘米（Let's get“あと1センチ”）
- 爱与自尊（愛とプライド）
- Bye Bye Bye
- 初次的果糖（初めてのジェリービーンズ）
- 隔壁的香蕉（となりのバナナ）
- 记忆的两难（記憶のジレンマ）
- Confession
- 去森林吧（森へ行こう）
- 青春的闪电（青春の稲妻）
- 活着真好（生きるって素晴らしい）
- 爱的毛巾（愛の毛布）
- 摇滚吧、人生就是…（ロックだよ、人生は…）
- 50%
- 心儿感冒的夜晚（ハートが風邪をひいた夜）

Team Surprise “重力共鸣”（重力シンパシー）
- 重力共鸣
- 星期三的爱丽丝（水曜日のアリス）
- 就这样（そのままで）
- 沉入眼泪中的太阳（涙に沈む太陽）
- 你的B面曲（君のc/w）
- 1994年的雷鸣（1994年の雷鳴）
- 回忆越来越难（思い出す度につらくなる）
- 束手无策摇篮曲（お手上げララバイ）
- 桂花
- 不得了的三角关系（素敵な三角関係）
- 出发的时机（旅立ちのとき）
- AKB盛典（AKBフェスティバル）
- 你比想像中的更……（キミが思ってるより…）
- 素描像（デッサン）
- 心的向量（ハートのベクトル）
- 女神在哪里微笑着？（女神はどこで微笑む?）

Team Surprise “玫瑰的儀式公演”（バラの儀式公演）
- 眼中倒映的未來  （未来が目にしみる）
- Hungry Lion （ハングリーライオン）
- 如果看見夢想  （夢を見るなら）
- 初戀的鑰匙  （初恋の键）
- 把愛揉成一團  （愛しさを丸めて）
- 幼稚園的老師  （幼稚園の先生）
- Hell or Heaven  （Hell or Heaven）
- 最後一次喝冰牛奶是什麼時候？ （最後にアイスミルクを飲んだのはいつだろう？）
- 心跳古董 （ときめきアンティーク）
- 哪兩人相遇了？ （誰が2人を出会わせたのか？）
- 失戀同盟 （失恋同盟）
- 玫瑰的儀式（バラの儀式）

#### 单曲

##### 獨立發行
1.櫻花花瓣
- 櫻花花瓣
- Dear my teacher

2.裙襬飄飄
- 裙襬飄飄
- 在蓝天旁

##### 主流發行
1.想见你
- 想见你
- 可是…

2.制服真碍事
- 制服真碍事
- Virgin love

3.曾不屑一顾的爱情
- 曾不屑一顾的爱情
- 卖眼泪的少女

4.BINGO!
- BINGO!
- Only today

5.我的太陽
- 我的太陽
- 未来的果实

6.妳正在看着夕陽嗎？
- 妳正在看着夕陽嗎？（Original Mix）
- 万岁暴风雨
- 妳正在看着夕陽嗎？（向日葵组2.0Mix）（ひまわり2.0Mix）
- 妳正在看着夕陽嗎？（向日葵组2.1Mix）

7.浪漫、不需要
- 浪漫、不需要（Original Mix）
- 爱的毛巾
- 浪漫、不需要（向日葵组 2nd 2.0 Mix）
- 浪漫、不需要（向日葵组 2nd 2.1 Mix）

8.櫻花花瓣2008
- 櫻花花瓣2008（Original Mix）
- 最后的制服（最後の制服）
- 櫻花花瓣2008（学校 Mix）

9.Baby! Baby! Baby!
- Baby! Baby! Baby!
- Baby! Baby! Baby! 〜热情祈祷版〜（〜情熱の祈りバージョン〜）
- Baby! Baby! Baby! 〜追忆太阳版〜（〜追憶の太陽バージョン〜）
- 不要让梦想死去
- 初日

10.大声钻石
- 大声钻石
- 109
- 大声钻石（teamA ver.）
- 大声钻石（teamK ver.）
- 大声钻石（teamB ver.）
- 大声钻石（研究生 ver.）

11.10年櫻（10年桜）
- 10年桜
- 在樱花色的天空之下（桜色の空の下で）

12.惊喜之泪！（涙サプライズ!）
- 惊喜之泪！
- 初日
- FIRST LOVE

13.Maybe是藉口（言い訳Maybe）
- Maybe是藉口
- 无法飞翔的凤蝶（飛べないアゲハチョウ）

14.RIVER
- RIVER
- 因为喜欢你（君のことが好きだから）
- 机尾云（Theater Girls ver.）（シアターガールズver.）

15.樱花印记（桜の栞）
- 樱花印记
- 真假摇滚（マジスカロックンロール）
- 远距离海报（遠距離ポスター）
- Choose me!

16.馬尾與髮圈（ポニーテールとシュシュ）
- 马尾与发圈
- 被盗了的唇（盗まれた唇）
- 我的YELL（僕のYELL）
- 马路须加学园顶尖蓝调（マジジョテッペンブルース）

17.無限重播（ヘビーローテーション）
- 無限重播
- 泪之Sea Saw Game（涙のシーソーゲーム）
- 蔬菜姊妹（野菜シスターズ）
- Lucky Seven（ラッキーセブン）

18.Beginner
- Beginner
- 专属于我的Value（僕だけのvalue）
- 关于你（君について）
- 哭泣的场所（泣ける場所）

19.机会的顺序（チャンスの順番）
- 机会的顺序
- 预约的耶诞节（予約したクリスマス）
- 与核桃对话（胡桃とダイアローグ）
- ALIVE
- 爱的跳跃（ラブ・ジャンプ）
- 水果‧雪（フルーツ・スノウ）

20.变成樱花树（桜の木になろう）
- 变成樱花树
- 偶然的十字路（偶然の十字路）
- 距亲吻100英里（キスまで100マイル）
- K区域（エリアK）
- 黄金中央人物（黄金センター）

21.Everyday、髮箍（Everyday、カチューシャ）
- Everyday、髮箍
- 现在开始 Wonderland（これからWonderland）
- 斗魂
- 人的力量（人の力）
- Anti（アンチ）

22.飛翔入手（フライングゲット）
- 飛翔入手
- 不能与你相拥（抱きしめちゃいけない）
- 青春在不觉间逝去（青春と気づかないまま）
- 冰淇淋之吻（アイスのくちづけ）
- 野菜占卜（野菜占い）

23.風正在吹（風は吹いている）
- 風正在吹
- 你的背影（君の背中）
- Vamos
- 缆车道（ゴンドラリフト）
- 蓓蕾

24.崇尚麻里子（上からマリコ）
- 崇尚麻里子
- 耶诞夜（ノエルの夜）
- 邻人不受伤（隣人は傷つかない）
- 零和太阳（ゼロサム太陽）
- 昵称Fantasy（呼び捨てファンタジー）
- 跑吧！企鹅（走れ!ペンギン）

25.GIVE ME FIVE!
- GIVE ME FIVE!
- 甜蜜&苦涩（スイート&ビター）
- NEW SHIP
- 牧羊人之旅（羊飼いの旅）
- 如果是荣格或佛洛伊德（ユングやフロイトの場合）

26.仲夏的Sounds good!（真夏のSounds good !）
- 仲夏的Sounds good!
- 3滴眼泪（3つの涙）
- 给我吧、达令！（ちょうだい、ダーリン!）
- Google+的天空（ぐぐたすの空）
- 为了你我…（君のために僕は…）

27.格子花紋（ギンガムチェック）
- 格子花紋
- 梦河
- 如此波希米亚（なんてボヘミアン）
- DoReMiFa音痴（ドレミファ音痴）
- Show fight!
- 那一天的风铃（あの日の風鈴）

28.UZA
- UZA
- 下一个Season（次のSeason）
- 孤独的星空（孤独な星空）
- 破坏&重建（スクラップ&ビルド）
- 不是正义使者的英雄（正義の味方じゃないヒーロー）
- 朝向大人之路（大人への道）

29.永遠的壓力（永遠プレッシャー）
- 永遠的壓力
- 最特别的耶诞节（とっておきクリスマス）
- 比永远更长久（永遠より続くように）
- 我们的Reason（私たちのReason）

30.So long !
- So long !
- Waiting room
- Ruby
- 夕阳玛丽（夕陽マリー）
- 在哪里踩到狗屎了吗?（そこで犬のうんち踏んじゃうかね?）
- 强大的花（強い花）

31.再见自由式（さよならクロール）
- 再见自由式
- 玫瑰的果实（バラの果実）
- 活下去（イキルコト）
- How come ?
- 浪漫手枪（ロマンス拳銃）
- Haste和Waste（ハステとワステ）
- LOVE修行（LOVE修行）

32.戀愛的幸運餅乾（恋するフォーチュンクッキー）
- 戀愛的幸運餅乾
- 想了一下爱的定义（愛の意味を考えてみた）
- 这一次一定要心醉神迷（今度こそエクスタシー）
- 猜想的橘子果酱（推定マーマレード）
- 最后一扇门（最後のドア）
- 不是因为眼泪（涙のせいじゃない）
- 蓝天咖啡厅（青空カフェ）

33.真心電流（ハート・エレキ）
- 真心電流
- 快速与动体视力（快速と動体視力）
- 倒数KISS（キスまでカウントダウン）
- 细雪的悔悟（細雪リグレット）
- 只给你的Chu!Chu!Chu!（君だけにChu!Chu!Chu!）
- Tiny T-shirt
- 清纯哲学（清純フィロソフィ）
- 你的眼是星象仪（君の瞳はプラネタリウム）

34.倘若在梧桐樹的路上對你說「我夢見了你的微笑」之後我們的關係會有什麼樣的變化呢﹑我兀自持續想了好多天最後有點難為情地得到了一個結論（鈴懸の木の道で「君の微笑みを夢に見る」と言ってしまったら僕たちの関係はどう変わってしまうのか、僕なりに何日か考えた上でのやや気恥ずかしい結論のようなもの）
- 倘若在梧桐樹的路上對你說「我夢見了你的微笑」之後我們的關係會有什麼樣的變化呢﹑我兀自持續想了好多天最後有點難為情地得到了一個結論
- Mosh&Dive
- Party is over
- 選擇了的彩虹（選んでレインボー）

35.勇往直前（前しか向かねえ）
- 勇往直前
- 比起昨天更喜欢你（昨日よりもっと好き）
- 早看穿你的谎言（君の嘘を知っていた）
- 秘密日记（秘密のダイアリー）
- KONJO
- 恋爱什么的（恋とか…）

36.拉布拉多尋回犬（ラブラドール・レトリバー）
- 拉布拉多尋回犬（ラブラドール・レトリバー）
- 迄今为止的旋律（今日までのメロディー）
- 亲爱的对手（愛しきライバル）
- B花园（Bガーデン）
- 心的逃生游戏（ハートの脱出ゲーム）
- 我倆有一腿（2人はデキテル）

37.心意告示牌  （心のプラカード）
- 心意告示牌（心のプラカード）
- 某人投的球（誰かが投げたボール）
- 一個夏季的反抗期（ひと夏の反抗期）
- 個性差的女生（性格が悪い女の子）
- 直到口香糖沒了味道為止（チューインガムの味がなくなるまで）
- 水手服殭屍  （セーラーゾンビ）
- 教教我吧Mommy）（教えてMommy）
- 朝向47條美麗的街道（47の素敵な街へ）

38.希望無限  （希望的リフレイン）
- 希望無限（希望的リフレイン）
- 現在、Happy（今、Happy）
- 順從的Slave（従順なSlave）
- Ambulance
- 第一次兜風（初めてのドライブ）
- 我想歌唱 （歌いたい）
- 寂寞俱樂部（ロンリネスクラブ）
- 制服的翅膀（制服の羽根）
- 睜大雙眼的初吻（目を開けたままのファーストキス）
- 風的螺旋（風の螺旋）
- Reborn

39.Green Flash
- Green Flash
- 來真的嗎Fight（マジすかFight）
- 春光 靠近的夏日（春の光 近づいた夏）
- 混混搖滾（ヤンキーロック）
- 鞋與傘的故事 （履物と傘の物語）
- 從打招呼開始（挨拶から始めよう）
- 初戀的雄蕊（初恋のおしべ）

40.我們不戰鬥
- 我們不戰鬥
- Summer side
- 「男生」列入研究對象（“ダンシ”は研究対象）
- 卡夫卡與小蝸牛Chu!（カフカとでんでんむChu!）
- 污穢的真相（汚れている真実）
- 加加油小調 （バレバレ節）
- 你的第二章（君の第二章）
- 相遇之日、離別之日 （出逢いの日、別れの日）

41.Halloween Night （ハロウィン・ナイト）
- Halloween Night
- 再見沖浪板（さよならサーフボード）
- 婚紗送給你…（君にウェディングドレスを…）
- 只有你籠罩秋色（君だけが秋めいていた）
- 水中傳導率（水の中の伝導率）
- 一步目音頭（一歩目音頭）
- 混混機關槍（ヤンキーマシンガン）
- 群像

42.紅唇Be My Baby （唇にBe My Baby）
- 紅唇Be My Baby
- 365天的紙飛機（365日の紙飛行機）
- 你你你…（君を君を君を…）
- 溫柔的place（やさしい place）
- 班花的選擇（マドンナの選択）
- 姊姊的自言自語（お姉さんの独り言）
- 搗蛋鬼小蝗蟲（あまのじゃくバッタ）
- 金色翅膀的人啊（金の羽根を持つ人よ）
- 鼓勵的話（背中言葉）
- 好像､有點､突然…（なんか、ちょっと、急に…）
- 直到剛才還是Ice Tea（さっきまではアイスティー）

43.你就是旋律 （君はメロディー）
- 你就是旋律
- LALALA訊息（LALALAメッセージ）
- 混和體（混ざり合うもの）
- 獻給M.T.（M.T.に捧ぐ）

44.不需要翅膀 （翼はいらない）
- 不需要翅膀
- Set me free
- 一談戀愛就變傻（恋をすると馬鹿を見る）
- 沈思者（考える人）
- 哀愁小號手（哀愁のトランペッター）
- 通往夢想的路（夢へのルート）
- 你在哪裏？

45.LOVE TRIP/分享幸福 （LOVE TRIP/しあわせを分けなさい）
- LOVE_TRIP/分享幸福
- 光與影的每一天（光と影の日々）
- 傳說的魚（伝説の魚）
- 沒進化嘛（進化してねえじゃん）
- 從看得見岸上的海邊（岸が見える海から）
- 2016年的Invitation（2016年のInvitation）
- 前往光明（光の中へ）
- BLACK FLOWER

46.High Tension （ハイテンション）
- High_Tension
- 壓抑不了的衝動（抑えきれない衝動）
- 快樂結局（ハッピーエンド）
- Better
- 將星空獻給你（星空を君に）
- 思春期的腎上腺素（思春期のアドレナリン）
- 清純疲勞（清純タイアド）
- 又考慮了你的事情（また あなたのことを考えてた）

47.Shoot Sign （シュートサイン）
- Shoot Sign
- 绿色森林体育公园（みどりと森の運動公園）
- 誰是最受喜歡的？（誰のことを一番 愛してる?）
- 想听悲伤的歌（悲しい歌を聴きたくなった）

#### 专辑
1.SET LIST～Greatest Songs 2006-2007～（SET LIST〜グレイテストソングス 2006-2007〜）
- 裙摆飘飘（Album Mix）
- Virgin love（Album Mix）

2.神曲集（神曲たち）
- Baby! Baby! Baby! Baby!
- 真实自我（自分らしさ）
- 你与彩虹与太阳（君と虹と太陽と）

SET LIST～Greatest Songs～完全盘（SET LIST〜グレイテストソングス〜完全盤）
- Seventeen
- 因为有你在（あなたがいてくれたから）

3.就是在这里（ここにいたこと）
- 少女们（少女たちよ）
- Overtake
- 我能做的事（僕にできること）
- 恋爱马戏团（恋愛サーカス）
- 风的去向（風の行方）
- 任性的收藏品（わがままコレクション）
- 人鱼假期（人魚のバカンス）
- 你和我的关系（君と僕の関係）
- 适可而止的建议（イイカゲンのススメ）
- High school days
- 就是在这里

4.1830m
- First Rabbit（ファースト・ラビット）
- 迷你裙精灵
- 柠檬的年纪
- 恋爱总选举（恋愛総選挙）
- 浪漫捉迷藏
- Hate
- 塑胶的双唇（プラスティックの唇）
- 大部份的回忆（思い出のほとんど）
- 离家出走的夜晚（家出の夜）
- 不怕声名狼藉！（スキャンダラスに行こう!）
- 不算
- 而且不叫酪梨啦…（アボガドじゃね〜し…）
- 直角Sunshine（直角Sunshine）
- 我们 现在 应该好好谈谈（僕たちは 今 話し合うべきなんだ）
- 樱桃与孤独（さくらんぼと孤独）
- 珍贵的时间
- 在曾经看见的海底（いつか見た海の底）
- 肚子咕咕叫（ぐ〜ぐ〜おなか）
- 温柔的地图（やさしさの地図）
- 慢走
- 蓝天 不会寂寞吗？（青空よ 寂しくないか?）
- 樱花花瓣 ～前田敦子 solo ver.～（桜の花びら〜前田敦子 solo ver.〜）

5.未來軌跡（次の足跡）
- After rain
- 教你 猎男的方法（ボーイハントの方法　教えます）
- 欠JJ的东西（JJに借りたもの）
- 因为刚淋了浴（シャワーの後だから）
- 10硬币与面包（10クローネとパン）
- 足以确信的东西（確信がもてるもの）
- 团队坡道（チーム坂）
- 坚强与软弱之间（強さと弱さの間で）
- 我会努力（僕は頑張る）
- 微笑捉迷藏（スマイル神隠し）
- 宛如他人的Sunset beach（他人行儀なSunset beach）
- 我 像一片叶子（わたし　リーフ）
- Stoic美学（Stoicな美学）
- 破烂蓝调（ぽんこつブルース）
- 一二三（イチニノサン）
- 共犯
- 动机
- 悲伤的近距离恋爱（悲しき近距離恋愛）
- 如果散去也很好吧…（散ればいいのに…）

6.這裡是羅德斯島、在這裡跳吧！（ここがロドスだ、ここで跳べ!）
- 愛的存在（愛の存在）
- Conveyor
- 笨手笨腳的支持 （へなちょこサポート）
- 她
- 城市旅館100號房（ダウンタウンホテル100号室）
- 純情蘇打水（純情ソーダ水）
- 愛與傷心的時差（愛と悲しみの時差）
- Birth
- 第7次的「悲慘世界」（7回目の「レミゼ」）
- Oh! Baby!
- 這裏是羅德斯島､在這裏跳吧！
- 我們的意識形態（僕たちのイデオロギー）
- To go（To goで'）
- 傷心重播（切ないリプライ）
- 巴拿馬運河（パナマ運河）
- 紅色高跟鞋與教授（赤いピンヒールとプロフェッサー）
- 沒用的愛哭鬼（よわむしけむし）
- 眼淚等一下再說（涙は後回し）
- All of you
- 如果能當朋友（友達でいられるなら）
- 繼續活下去（生き続ける）
- 最初的愛情故事（最初の愛の物語）

7.0與1之間（0と1の間）
- 希望保有溫柔（やさしくありたい）
- 貴賓狗和你的故事（トイプードルと君の物語）
- 那時候､ 喜歡的人（あの頃、好きだった人）
- Clap
- 愛的使者（愛の使者）
- 愛樂成癮（ミュージックジャンキー）
- 哭訴時間（泣き言タイム）
- 一輩子可以遇見多少人（一生の間に何人と出会えるだろう）
- LOVE ASH
- 平安夜不哭泣（クリスマスイブに泣かないように）
- 初雪
- 玫瑰唸珠（ロザリオ）
- 小瓢蟲Chu!尋覓!（てんとうむChu!を探せ！）
- 從那時起我不能再專心學習（あれから僕は勉強が手につかない）

8.點時成菁（サムネイル (アルバム)）
- 點時成菁 Thumbanai
- 那天的自己（あの日の自分）
- Get you！
- 生日TANGO（誕生日 TANGO）
- 丟銅板決定（コイントス）コイントス
- 有裂痕的鏡子（ひび割れた鏡）
- 過錯
- 青澀的搖滾（青くさいロック）
- Runners High（ランナーズハイ）
- 是因為這樣我才喜歡你嗎（だから君が好きなのか）
- 法國麵包（バケット）

#### 其他发行歌曲
- 为了谁 -What can I do for someone?-

作为“为了谁”计划（誰かのためにプロジェクト）的一部分于2011年4月1日开始提供收费下载。
- Sugar Rush

电影《无敌破坏王》原声带收录
- 掌心語（掌が語ること）

作为“为了谁”计划支援复兴的第2首歌曲于2013年3月8日开始在全世界提供免费下载。
- 微弱春風（春風ピアニッシモ）

作为渡邊美優紀1ST SOLO 單曲與其溫柔不如給我一個吻的CW曲收錄。

#### 未音源化
- 这像我一样（私に似てる）

任天堂3DS游戏「AKB48+Me」收录曲（作詞：秋元康、作曲：増田武史）
- 共同的爱（ありふれた愛）

GREE《AKB48 Stage Fighter》广告曲（作詞：秋元康、作曲：川島有真）
- 即使让爱（恋でもしよう）

WILLSELECTIONS《WILLSELECTION 〜Disney Marie Collection DEBUT〜》广告曲（作詞：秋元康）
- 咖喱饭的希望（カレーライス希望）

House食品 广告曲（作詞：秋元康、作曲：山田高弘）
- 戀愛的打工（恋のバイトル）

ディップ『バイトル』廣告曲（作詞：秋元康）

#### 改变部分歌词的歌
AKB48
- SKE48

SKE48 Team S 1st Stage“Party开始了”等公演中表演
樱花花瓣
- 樱花花瓣2010

2010年3月27日播放的《春天的歌2010》（春うた2010）（NHK综合频道）中初次表演。

- 清原

第2屆AKB48红白对抗歌合战中表演。

化作滚石吧
- 化作滚石吧（Team A ver.）

AKB48 1st演唱会“想见你～柱子没了唷!～”（第2公演）中表演。
- 化作滚石吧（Team B ver.）

AKB48 Team B 1st Stage“青春女孩”公演中表演
- 化作滚石吧（Team N ver.）

NMB48 Team N 2nd Stage“青春女孩”公演中表演

呀喝B！
- Happy A！（ハッピーA!）

AKB48 in TOKYO DOME ～1830m的梦想～中初次表演。
- 啪扣K!（バッチコイK!）

业务连络。拜托了，片山部长！ in埼玉超级竞技场中初次表演。
- Enjoy 4！（エンジョイ4!）

「野中美乡，移动。～在47都道府县相会吧～」石川公演中初次表演。
- 呀喝E！

SKE48 Team E 1st Stage“睡衣兜风”公演中表演
- 呀喝白!

第2屆AKB48红白对抗歌合战中表演。
- Let's go研究生！（レッツゴー研究生!）

AKB48 研究生公演“睡衣兜风”公演中表演

谢谢你
- 谢谢你 -2010年夏ver.-

2010年8月28日-29日播放的《24小时特别节目“用爱救地球”『谢谢〜现在、告诉那个人吧〜』》（24時間テレビ33 「愛は地球を救う」『ありがとう〜今、あの人に伝えたい〜』）（日本电视台）中表演。

推Team B
- 推SKE

2012年9月23日播放的《新堂本兄弟》（富士电视台）中表演。
- 推Team 红

第2屆AKB48红白对抗歌合战中表演。
- 推Team KII

SKE48 Team KII 4th Stage“剧场的女神”公演中表演

因为喜欢你
- 因为喜欢白（白のことが好きだから）

第3届AKB48红白对抗歌合战中表演。

我的YELL
- 我的YELL〜世界乒乓球ver.〜／AKB乒乓球部

《2010年世界乒乓球团体锦标赛》（东京电视台）主题曲。

触不到的唇…
- Perori和Pepero（ペロリとペペロ）

《触不到的唇…》的特典映像中使用。之后开放下载。

只给你的Chu!Chu!Chu!
- 只给你的9!9!9!

AKB48劇場8周年纪念公演中由9期生表演。

恋爱的幸运饼干
- 尝试一下！幸运饼干（トビタテ！フォーチュンクッキー）

第一届“Go Global Japan Expo”中表演。

Waruki
- Makoki（まこきー）

第3届AKB48红白对抗歌合战中表演。
大声钻石
- 红组钻石

第3届AKB48红白对抗歌合战中表演。

为了麻友
- 为了美咲

“走廊奔跑队 解散演唱会”中表演。

16人姐妹之歌
- 19人姐妹之歌

Team K 4th Stage“最终钟声鸣响”复活公演中表演

### SKE48

#### 劇場公演
Team S 2nd Stage“手牵手”（手をつなぎながら）
- 我们的风（僕らの風）
- 芒果No.2（マンゴーNo.2）
- 手牵手
- 情歌般的下课铃（チャイムはLOVE SONG）
- Glory days
- 胸口的条码（この胸のバーコード）
- 带我去温布尔登（ウィンブルドンへ連れて行って）
- 雨珠钢琴师（雨のピアニスト）
- 巧克力的下落（チョコの行方）
- Innocence
- 浪漫火箭（ロマンスロケット）
- 恋爱的倾向与对策（恋の傾向と対策）
- 最喜欢你（大好き）
- 绳索的友情（ロープの友情）
- 星期二夜晚 星期三清晨（火曜日の夜、水曜日の朝）
- 即使再遥远（遠くにいても）

Team S 3rd Stage“制服之芽”（制服の芽）
- 无法化作诉说恋情的诗人…（恋を語る詩人になれなくて）
- 合格之吻（合格Kiss）
- 天线
- 制服之芽
- 不只是回忆（思い出以上）
- 狼与自尊（狼とプライド）
- 女孩子的第六感（女の子の第六感）
- 枯叶车站（枯葉のステーション）
- 万花筒（万華鏡）
- 嫉妒的不在场证明（ジェラシーのアリバイ）
- Doubt!
- 伙伴之歌（仲間の歌）
- 无水的游泳池（水のないプール）
- 乐园的楼梯（楽園の階段）
- 小木偶军团（ピノキオ軍）
- 写信

Team KII 3rd Stage“弹珠汽水的饮用方法”（ラムネの飲み方）
- 征兆
- 操场的小狗（校庭の仔犬）
- Disco保健室（ディスコ保健室）
- 让你久等了Set list（お待たせSet list）
- 十字架（クロス）
- 芬兰奇迹（フィンランド・ミラクル）
- 用眼神告别（眼差しサヨナラ）
- 撒谎的鸵鸟（嘘つきなダチョウ）
- Nice to meet you!
- 孤独的芭蕾舞娘（孤独なバレリーナ）
- 现在 能与你一起（今 君といられること）
- Winning Ball（ウィニングボール）
- 握手的爱（握手の愛）
- 保龄球愿望（ボウリング願望）
- 16色的梦想蜡笔（16色の夢クレヨン）
- 弹珠汽水的饮用方法

#### 单曲
1.坚强之勇者 （強き者よ）
- 坚强之勇者
- 坚强之勇者（Team KII ver.）

2. 蓝天下的单相思 （青空片想い）
- 蓝天下的单相思
- 蹦极宣言（バンジー宣言）

 3. 抱歉、SUMMER （ごめんね、SUMMER）
- 抱歉、SUMMER
- 少女在盛夏会做什么？（少女は真夏に何をする?）
- 羽豆岬（羽豆岬）
- 小木偶军团（Theater Girls ver.）

4.1！2！3！4！ 请多关照！ （1!2!3!4! ヨロシク!）
- 1！2！3！4！ 请多关照！
- TWO ROSES
- 秋樱的记忆（コスモスの記憶）
- 青春好难为情（青春は恥ずかしい）
- 请让我在你身边（そばにいさせて）

 5. 万岁Venus （バンザイVenus） 
- 万岁Venus
- 爱之数量（愛の数）
- 毕业式忘记的东西（卒業式の忘れもの）
- 我不会怨谁（誰かのせいにはしない）

6. 翡翠色的沙灘裙（パレオはエメラルド）
- 翡翠色的沙灘裙
- 心跳的足迹（ときめきの足跡）
- 讨厌父亲（パパは嫌い）
- 不会停止烟花（花火は終わらない）
- 积木的时间

 7.Okey Dokey （オキドキ）
- Okey Dokey
- 火箭炮发射！（バズーカ砲発射!）
- 微笑的Positive Thinking（微笑みのポジティブシンキング）
- 来唱吧，我们的校歌（歌おうよ、僕たちの校歌）
- 初恋的平交道（初恋の踏切）

8. 單戀Finally （片想いFinally）
- 單戀Finally
- 羞涩棒棒糖（はにかみロリーポップ）
- 声嘶力竭（声がかすれるくらい）
- 沉默寡言月（寡黙な月）
- 今天之前的事、今后的事（今日までのこと、これからのこと）

 9. I love you 我爱你！ （アイシテラブル!）
- I love you 我爱你！
- 光晕
- 默契的接吻（あうんのキス）
- 为何银河如此明亮（なんて銀河は明るいのだろう）
- 耀眼的晴空（目が痛いくらい晴れた空）

 10. 接吻可是左撇子（キスだって左利き）
- 接吻可是左撇子
- 体育馆的早餐（体育館で朝食を）
- 鸟儿不知天之际（鳥は青い空の涯を知らない）
- 中间的女孩（あっという間の少女）
- 神的领域（神々の領域）

11. 巧克力的奴隶 （チョコの奴隷）
- 巧克力的奴隶
- Darkness
- 摩托车与侧车（バイクとサイドカー）
- 冬天的海鸥（冬のかもめ）
- 追逐Shadow（追いかけShadow）
- 那唤作青春的岁月（それを青春と呼ぶ日）

12. 美丽的闪电 （美しい稲妻）
- 美丽的闪电
- JYURI-JYURI BABY
- 只有两个人的游行（2人だけのパレード）
- 莎啦啦的日历（シャララなカレンダー）
- 骤雨之前（夕立の前）
- 穿过夜晚（スルー・ザ・ナイト）
- 青春的水花（青春の水しぶき）
- 来组建乐队吧（バンドをやろうよ）

13. 赞成卡哇伊！（賛成カワイイ!）
- 赞成卡哇伊！
- 这里来一发（ここで一発）
- 不知不觉、欺凌弱者（いつのまにか、弱い者いじめ）
- 金丝雀症候群（カナリアシンドローム）
- 石榴的颗粒中有多少粒忧愁在内？（石榴の実は憂鬱が何粒詰まっている?）
- 道路为什么继续下去？（道は なぜ続くのか?）
- 一直一直在前方的今天（ずっとずっと先の今日）

14. 未來是什麼？（未来とは?）
- 未來是什麼？
- Mayflower
- GALAXY of DREAMS
- 像是猫竖起尾巴般 feat. Bose
- S子与测谎器（S子と嘘発見器）
- 想要约你见面（待ち合わせたい）
- 我们的羁绊（僕らの絆）

15.  笨拙的太陽（不器用太陽）	
- 笨拙的太陽
- 放學後的比賽 （放課後レース）
- Coming soon
- 就只是朋友 （友達のままで）
- 再見了 昨天的我 （サヨナラ 昨日の自分）
- 香蕉革命（バナナ革命）
- 夢想比戀愛更重要 （恋よりもDream）

16.  12月的袋鼠（12月のカンガルー）	
- 12月的袋鼠
- 永不消失的火焰  （消せない炎）
- I love AICHI
- DA DA 機關槍 （DA DA マシンガン）
- 青春咖哩飯 （青春カレーライス）
- 愛的規則（愛のルール）

17.  風情萬種塞車中（コケティッシュ渋滞中）	
- 風情萬種塞車中
- DIRTY
- 我都知道（僕は知っている）
- 今夜Join us!（今夜はJoin us!）
- 靜音的電視機（音を消したテレビ）
- 櫻花，想要讓你記得（桜、覚えていてくれ）
- 夜的教科書（夜の教科書）

18.  向前衝（前のめり）	
- 向前衝
- 美妙的罪惡感  （素敵な罪悪感）
- 穿著制服的名偵探（制服を着た名探偵）
- 這焦躁使我無能（焦燥がこの僕をだめにする）
- 漫長夢境的迷宮（長い夢のラビリンス）
- 2588日

19.  膽小鬼LINE（チキンLINE）	
- 膽小鬼LINE
- 他有女朋友（彼女がいる）
- 沒有望遠鏡的天文台（望遠鏡のない天文台）
- 接吻位置（キスポジション）
- Is that your secret?
- 旅途中（旅の途中）

20.  金的愛，銀的愛（金の愛、銀の愛）
- 金的愛，銀的愛
- 今夜Shake it !（今夜はShake it !）
- Happy Ranking（ハッピーランキング）
- 窗邊LOVER（窓際LOVER）
- 再見太美麗（サヨナラが美しくて）
- 好人好人詐欺（いい人いい人詐欺）

#### 专辑
1.不會忘記這天的鐘聲（この日のチャイムを忘れない）
- 呼拉圈GO!GO!GO!（フラフープでGO!GO!GO!）
- 责备吧、达令！（叱ってよ、ダーリン!）
- 蜜蜂女孩（みつばちガール）
- 以前的你（その先に君がいた）
- 闹情绪的雨夜……（拗ねながら、雨…）

#### 派生組合單曲
1.コップの中の木漏れ日

#### 其他
- 大声钻石（SKE48 ver.）

AKB48 的第10張單曲《大声钻石》收录
- 逞强的时钟（強がり時計）

AKB48 的第29張單曲《永遠的壓力》收录
- Escape

AKB48 的第34張單曲《假如在悬铃木的路上对你说“我梦见了你的微笑”，我们的关系会怎么变化，我自己想了几天大概只能得出稍稍让人害羞的结论》收录
- 如果世界在哭泣（世界が泣いてるなら）

AKB48 的第39張單曲《Green_Flash》收录
- Gonna Jump

AKB48 的第43張單曲《你就是旋律》收录
- Vacancy

AKB48 的第47張單曲《Shoot Sign》收录

#### 未音源化
- 五色の虹		佐藤実絵子（作詞曲）

佐藤実絵子&中西優香卒業公演にて初披露。
歌唱メンバー：大矢真那、佐藤実絵子、中西優香、松井珠理奈、松井玲奈

### NMB48

#### 劇場公演
小目次: N
| 年   | 楽曲名                   | 作曲       | 編曲           | 収録                               | 註解 |
| ---- | ------------------------ | ---------- | -------------- | ---------------------------------- | ---- |
| 2013 | 从蓝色月亮看去（青い月が見てるから）       | 新隼人     | 野中“まさ”雄一 | Team N 3rd Stage「天使在这里」（） |      |
| 2013 | Radio name               | ヒザシ     | 増田武史       | Team N 3rd Stage「天使在这里」（） |      |
| 2013 | 天使在这里（ここにだって天使はいる）           | 小川コータ | 原田ナオ       | Team N 3rd Stage「天使在这里」（） |      |
| 2013 | 看到卡特兰花所想到的（カトレアの花を見るたび思い出す） | 佐々倉有吾 | 佐々木裕       | Team N 3rd Stage「天使在这里」（） |      |
| 2013 | 梦之dead body（夢のdead body）        | 吉田敬子   | 野中“まさ”雄一 | Team N 3rd Stage「天使在这里」（） |      |
| 2013 | 无论多少次都要命中（何度も狙え!）   | 佐々木裕   | 武藤星児       | Team N 3rd Stage「天使在这里」（） |      |
| 2013 | 新的拖鞋（おニューの上履き）             | 村井大     | 若田部誠       | Team N 3rd Stage「天使在这里」（） |      |
| 2013 | 在世界被雪淹没之前（この世界が雪の中に埋もれる前に）   | 吉木絵里子 | Funta7         | Team N 3rd Stage「天使在这里」（） |      |
| 2013 | 拉链（）                 | 板垣祐介   | 板垣祐介       | Team N 3rd Stage「天使在这里」（） |      |
| 2013 | 第一颗星星（初めての星）           | 小網準     | 生田真心       | Team N 3rd Stage「天使在这里」（） |      |
| 2013 | 即使100年前（100年先でも）          | 森英治     | 楊慶豪         | Team N 3rd Stage「天使在这里」（） |      |
| 2013 | 不适合丝带（リボンなんて似合わない）           | you-me     | 板垣祐介       | Team N 3rd Stage「天使在这里」（） |      |
| 2013 | 德加与芭蕾舞者（ドガとバレリーナ）       | 川浦正大   | 光田健一       | Team N 3rd Stage「天使在这里」（） |      |
| 2013 | 热情高速路！（情熱ハイウェイ!）         | 早川暁雄   | 野中“まさ”雄一 | Team N 3rd Stage「天使在这里」（） |      |
| 2013 | 稍苦涩的人生探讨（少し苦い人生相談）     | 前口渉     | 前口渉         | Team N 3rd Stage「天使在这里」（） |      |
| 2013 | 在不毛之地盛开…（不毛の土地を満開に…）      | バグベア   | 佐々木裕       | Team N 3rd Stage「天使在这里」（） |      |

#### 单曲
1.绝灭黑发少女（絶滅黒髪少女）
- 绝灭黑发少女
- 青春的单圈时间（青春のラップタイム）
- 我输了的夏天（僕が負けた夏）
- 久等了，新学期（待ってました、新学期）
- 三日月的背影（三日月の背中）

2.Oh My God!（オーマイガー!）
- Oh My God!
- 我在等待（僕は待ってる）
- 结晶
- 捕食者们（捕食者たちよ）
- 谎言的天秤（嘘の天秤）
- 为什么、偶像（なんでやねん、アイドル）

3.纯情U-19（純情U-19）
- 纯情U-19
- 每当场所GO!（場当たりGO!）
- 努力的水滴（努力の雫）
- 向右转!（右へ曲がれ!）
- 恋爱的速度（恋愛のスピード）
- 攀爬架（ジャングルジム）

4.海岸邊最可愛的女孩！（ナギイチ）
- 海岸邊最可愛的女孩！
- 不讲理的一球（理不尽ボール）
- 最后的淨化（最後のカタルシス）
- 如果我再大胆一点（僕がもう少し大胆なら）
- 初恋的方向和PLAYBALL（初恋の行方とプレイボール）
- Waruki（わるきー）

5.Virginity（ヴァージニティー）
- Virginity
- 妄想女朋友（妄想ガールフレンド）
- 我们的帆船赛（僕らのレガッタ）
- 其实并不存在（存在してないもの）
- 沙滩上的手枪（砂浜でピストル）
- 稍微弯腰（ちょっと猫背）

6.北川謙二（北川謙二）
- 北川谦二
- In-goal（インゴール）
- 星空的商队（星空のキャラバン）
- 恋爱被害届（恋愛被害届け）
- 冬将军的后悔（冬将軍のリグレット）
- 睡着之前没有羊出现（眠くなるまで羊は出て来ない）

7.我們的發現（僕らのユリイカ）
- 我們的發現
- 如触不到却碰得到（届かなそうで届くもの）
- 臼齿
- 野蛮的软冰淇淋（野蛮なソフトクリーム）
- 偶人架展现不出我的魅力（ひな壇では僕の魅力は生きないんだ）
- 彩姐

8.大蔥鴨們（カモネギックス）
- 大蔥鴨們
- 太阳镜和知心话（サングラスと打ち明け話）
- 在倾盆暴雨的青春之中（どしゃぶりの青春の中で）
- 追忆光线（思わせ光線）
- 已经不甘于处于下风了（もう裸足にはなれない）
- 时间开始告白（時間は語り始める）

9.高山上的苹果（高嶺の林檎）
- 高山上的苹果
- 整周全都是星期一的话也不错（一週間、全部が月曜日ならいいのに…）
- 舞会上的恋人（プロムの恋人）
- 打水漂（水切り）
- 到山上去吧（山へ行こう）
- 雨伞不需要（傘はいらない）

10.真不像我（らしくない）
- 真不像我
- 朋友
- 休戰協定（休戦協定）
- 右手上的戒指（右にしてるリング）
- 不想成為偶像明星（スターになんてなりたくない）
- 瀝青的眼淚（アスファルトの涙）

11.Don't look back!
- Don't look back!
- 畢業旅行（卒業旅行）
- 戀愛欺騙者（恋愛ペテン師）
- 內心，叫喊（ハート、叫ぶ。）
- 大家，最喜歡了（みんな、大好き）
- Romantic Snow（ロマンティックスノー）
- 尼采前輩

12.榴槤少年（ドリアン少年／ドリアンしょうねん）
- 榴槤少年
- 毫無用處之人面具（どうでもいい人仮面）
- 生命的中心（命のへそ）
- 只屬於我的Secret time（僕だけのSecret time）
- 寫下心中的文字！（心の文字を書け!）
- 再見了，踩到我腳後跟的人（サヨナラ、踵を踏む人）

13.Must be now
- Must be now
- 單戀不如回憶…（片想いよりも思い出を…）
- 夢想沒有顏色的理由（夢に色がない理由）
- Good-bye, Guitar
- 肚餓時別戀愛（空腹で恋愛をするな）
- 我們就是（俺らとは）

14.輕咬少女（甘噛み姫）
- 輕咬少女
- 365天的紙飛機（365日の紙飛行機）

15.我不在（僕はいない）
- 我不在
- 若在此刻（今ならば）
- 從天而降的戀愛（空から愛が降って来る）
- 最後的五尺圓球（最後の五尺玉）
- 妄想Machine3號機（妄想マシーン3号機）
- Shortcut之夏天（ショートカットの夏）
- 夢的蹤跡（夢の名残り）

#### 专辑
1.尖端顶点之上！（てっぺんとったんで!）
- 尖端顶点之上！
- HA!

初次收录于《永远的压力》
- 12月31日
- Lily
- with my soul
- 鼻涕虫的心（なめくじハート）
- 杏仁羊角面包计划（アーモンドクロワッサン計画）
- 读了太宰治吗?（

2.世界的中心是大阪 ～難波自治區～（世界の中心は大阪や 〜なんば自治区〜）
- 伊維薩女孩   （イビサガール）
- 「別在意學生手冊的照片」的法則 （“生徒手帳の写真は気に入っていない”の法則）
- 下電車     （電車を降りる）
- 夏日催眠術  （夏の催眠術）
- 輸給了你    （君にヤラレタ）
- 想像的詩人  （想像の詩人）
- 虽然想抱紧你（抱きしめたいけど）
- 心的獨佔權（ハートの独占権）
- 最盛期    （ピーク）

#### 其他
- HA!

初次收录于AKB48 的第29張單曲《永遠的壓力》;後收录于NMB48 第1張专辑《尖端頂點之上！》
- 遇見你之後我變了（君と出会って僕は変わった）

AKB48 的第34張單曲《假如在悬铃木的路上对你说“我梦见了你的微笑”，我们的关系会怎么变化，我自己想了几天大概只能得出稍稍让人害羞的结论》收录
- 龐克搖滾（パンキッシュ）

AKB48 的第39張單曲《Green_Flash》收录
- 緊抓不放的青春（しがみついた青春）

AKB48 的第43張單曲《你就是旋律》收录
- 深夜中实力提升（真夜中の強がり）

AKB48 的第47張單曲《Shoot Sign》收录

#### 其他版本
| 年 | 楽曲名                         | 名義 | 原曲                | 収録                      | 註解 |
| -- | ------------------------------ | ---- | ------------------- | ------------------------- | ---- |
|    | Oh My God!（Hard Dance Remix） |      | NMB48「Oh My God!」 | 『ALL YOU NEED IS LAUGH』 |      |

#### 改變部分歌詞的歌
| 年 | 楽曲名                     | 名義                     | 原曲                      | 収録・披露                                                                        | 註解 |
| -- | -------------------------- | ------------------------ | ------------------------- | --------------------------------------------------------------------------------- | ---- |
|    | NMB48                      | NMB48                    | AKB48                     | 『NMB48 Team N 1st Stage「为了谁」』等                                            |      |
|    | 小池 （大阪腔版）          |                          | 小池                      | 『NMB48 Team N 1st Stage「为了谁」』等                                            |      |
|    | 化作滾石吧 （Team N ver.） | Team N                   | 化作滾石吧                | NMB48 Team N 2nd Stage「青春女孩」                                                |      |
|    | 偶像的黎明 （NMB48 Ver.）  | Team M                   | 偶像的黎明                | NMB48 Team M 1st Stage「偶像的黎明」                                              |      |
|    | 大家一起来 （NMB48 Ver.）  | Team M                   | 大家一起来                | NMB48 Team M 1st Stage「偶像的黎明」                                              |      |
|    | 推Team BII                 | Team BII                 | 推Team B                  | 「NMB48 4th Anniversary Live」中披露。                                            |      |
|    | RESET （Team M ver.）      | Team M                   | RESET                     | NMB48 Team M 2nd Stage「RESET」                                                   |      |
|    | 崇尚惠美加                 |                          | 崇尚麻里子                | NMB48コンサート「NMB48 3rd Anniversary Special Live」中披露。                     |      |
|    | (Warupyon) わるぴょん      | 川上礼奈                 | (壞路姫)わるきー (Waruki) | Team M大阪巡演2014～变温暖的长椅～岸和田市场次中表演。                            |      |
|    | えのきー                   | 日下木之實 (日下このみ） | (壞路姫)わるきー (Waruki) | 『NMB48 Tour 2014 In Summer .世界的中心是大阪 ～難波自治區～』 広島公演にて披露。 |      |
|    | わるりん                   | 柏木由紀                 | (壞路姫)わるきー (Waruki) | 『NMB48 Arena Tour 2015 〜遠くにいても〜』東京公演（2日目）にて披露。             |      |

#### 替换公演曲的歌曲
- AKB48单曲串烧

NMB48 Team N 1st Stage“为了谁”
- 歌曲串烧

NMB48 Team M 1st Stage“偶像的黎明”

#### 音響版本
| 年   | 楽曲名   | 名義     | 原曲         | 収録・披露                                                                             | 註解 |
| ---- | -------- | -------- | ------------ | -------------------------------------------------------------------------------------- | ---- |
| 2014 | 純情U-19 | 村瀬紗英 | 「純情U-19」 | 「NMB48 Tour 2014 In Summer 世界の中心は大阪や〜なんば自治区〜」（宮城公演）にて披露。 |      |

### HKT48

#### 单曲
小目次: 2013 - 2014 - 2015 - 2016 - 2017
| 年   | 楽曲名 | 名義 | 作曲 | 編曲 | 収録                            | 註解             |
| 年   | 歌唱成員 | 歌唱成員 | 歌唱成員 | 歌唱成員 | 収録                            | 註解             |
| ---- | --- | --- | --- | --- | ------------------------------- | ---------------- |
| 2013 | 喜欢！喜欢！小跳步！（） | | 小林祐二 | 武藤星児 | 1st喜欢！喜欢！小跳步！（）     |                  |
| 2013 | 穴井千尋、植木南央、多田愛佳、兒玉遥、指原莉乃、下野由貴、田島芽瑠、朝長美桜、中西智代梨、渕上舞、松岡菜摘、宮脇咲良、村重杏奈、本村碧唯、森保まどか、若田部遥                                           | 穴井千尋、植木南央、多田愛佳、兒玉遥、指原莉乃、下野由貴、田島芽瑠、朝長美桜、中西智代梨、渕上舞、松岡菜摘、宮脇咲良、村重杏奈、本村碧唯、森保まどか、若田部遥                                           | 穴井千尋、植木南央、多田愛佳、兒玉遥、指原莉乃、下野由貴、田島芽瑠、朝長美桜、中西智代梨、渕上舞、松岡菜摘、宮脇咲良、村重杏奈、本村碧唯、森保まどか、若田部遥                                           | 穴井千尋、植木南央、多田愛佳、兒玉遥、指原莉乃、下野由貴、田島芽瑠、朝長美桜、中西智代梨、渕上舞、松岡菜摘、宮脇咲良、村重杏奈、本村碧唯、森保まどか、若田部遥                                           | 1st喜欢！喜欢！小跳步！（）     | [ 注 4 ] [ 1 ]   |
| 2013 | 求求你華倫亭（お願いヴァレンティヌ） | | 小川コータ | 生田真心 | 1st喜欢！喜欢！小跳步！（）     |                  |
| 2013 | 穴井千尋、植木南央、多田愛佳、兒玉遥、指原莉乃、下野由貴、田島芽瑠、朝長美桜、中西智代梨、渕上舞、松岡菜摘、宮脇咲良、村重杏奈、本村碧唯、森保まどか、若田部遥                                           | 穴井千尋、植木南央、多田愛佳、兒玉遥、指原莉乃、下野由貴、田島芽瑠、朝長美桜、中西智代梨、渕上舞、松岡菜摘、宮脇咲良、村重杏奈、本村碧唯、森保まどか、若田部遥                                           | 穴井千尋、植木南央、多田愛佳、兒玉遥、指原莉乃、下野由貴、田島芽瑠、朝長美桜、中西智代梨、渕上舞、松岡菜摘、宮脇咲良、村重杏奈、本村碧唯、森保まどか、若田部遥                                           | 穴井千尋、植木南央、多田愛佳、兒玉遥、指原莉乃、下野由貴、田島芽瑠、朝長美桜、中西智代梨、渕上舞、松岡菜摘、宮脇咲良、村重杏奈、本村碧唯、森保まどか、若田部遥                                           | 1st喜欢！喜欢！小跳步！（）     | [ 注 4 ]         |
| 2013 | 單相思的唐揚（片思いの唐揚げ） | あまくち姫 | 若田部誠 | 若田部誠 | 1st喜欢！喜欢！小跳步！（）     |                  |
| 2013 | 秋吉優花、梅本泉、多田愛佳、田島芽瑠、田中優香、朝長美桜、深川舞子、宮脇咲良、村重杏奈、本村碧唯、山田麻莉奈、若田部遥                                                                                   | 秋吉優花、梅本泉、多田愛佳、田島芽瑠、田中優香、朝長美桜、深川舞子、宮脇咲良、村重杏奈、本村碧唯、山田麻莉奈、若田部遥                                                                                   | 秋吉優花、梅本泉、多田愛佳、田島芽瑠、田中優香、朝長美桜、深川舞子、宮脇咲良、村重杏奈、本村碧唯、山田麻莉奈、若田部遥                                                                                   | 秋吉優花、梅本泉、多田愛佳、田島芽瑠、田中優香、朝長美桜、深川舞子、宮脇咲良、村重杏奈、本村碧唯、山田麻莉奈、若田部遥                                                                                   | 1st喜欢！喜欢！小跳步！（）     | [ 注 5 ] [ 2 ]   |
| 2013 | 現在是第一（今がイチバン） | うまくち姫 | 山本加津彦 | 武藤星児 | 1st喜欢！喜欢！小跳步！（）     |                  |
| 2013 | 穴井千尋、安陪恭加、今田美奈、熊沢世莉奈、兒玉遥、坂口理子、指原莉乃、田中菜津美、谷真理佳、中西智代梨、松岡菜摘、森保まどか                                                                             | 穴井千尋、安陪恭加、今田美奈、熊沢世莉奈、兒玉遥、坂口理子、指原莉乃、田中菜津美、谷真理佳、中西智代梨、松岡菜摘、森保まどか                                                                             | 穴井千尋、安陪恭加、今田美奈、熊沢世莉奈、兒玉遥、坂口理子、指原莉乃、田中菜津美、谷真理佳、中西智代梨、松岡菜摘、森保まどか                                                                             | 穴井千尋、安陪恭加、今田美奈、熊沢世莉奈、兒玉遥、坂口理子、指原莉乃、田中菜津美、谷真理佳、中西智代梨、松岡菜摘、森保まどか                                                                             | 1st喜欢！喜欢！小跳步！（）     | [ 注 7 ] [ 3 ]   |
| 2013 | 制服的班比（制服のバンビ） | | 若田部誠 | 野中“まさ”雄一 | 1st喜欢！喜欢！小跳步！（）     |                  |
| 2013 | 兒玉遥、指原莉乃、宮脇咲良 | 兒玉遥、指原莉乃、宮脇咲良 | 兒玉遥、指原莉乃、宮脇咲良 | 兒玉遥、指原莉乃、宮脇咲良 | 1st喜欢！喜欢！小跳步！（）     | [ 注 8 ]         |
| 2013 | 說說漂亮話不也很好嗎？（キレイゴトでもいいじゃないか?） | | 章夫 | 佐々木裕 | 1st喜欢！喜欢！小跳步！（）     |                  |
| 2013 | 伊藤来笑、井上由莉耶、岩花詩乃、宇井真白、上野遥、岡田栞奈、岡本尚子、草場愛、神志那結衣、後藤泉、駒田京伽、冨吉明日香                                                                                   | 伊藤来笑、井上由莉耶、岩花詩乃、宇井真白、上野遥、岡田栞奈、岡本尚子、草場愛、神志那結衣、後藤泉、駒田京伽、冨吉明日香                                                                                   | 伊藤来笑、井上由莉耶、岩花詩乃、宇井真白、上野遥、岡田栞奈、岡本尚子、草場愛、神志那結衣、後藤泉、駒田京伽、冨吉明日香                                                                                   | 伊藤来笑、井上由莉耶、岩花詩乃、宇井真白、上野遥、岡田栞奈、岡本尚子、草場愛、神志那結衣、後藤泉、駒田京伽、冨吉明日香                                                                                   | 1st喜欢！喜欢！小跳步！（）     | [ 注 9 ]         |
| 2013 | 甜瓜汁（） | | 井上ヨシマサ | 井上ヨシマサ | 2nd 甜瓜汁（）                  |                  |
| 2013 | 秋吉優花、穴井千尋、多田愛佳、岡田栞奈、岡本尚子、兒玉遥、指原莉乃、田島芽瑠、谷真理佳、朝長美桜、渕上舞、松岡菜摘、宮脇咲良、村重杏奈、本村碧唯、森保まどか                                             | 秋吉優花、穴井千尋、多田愛佳、岡田栞奈、岡本尚子、兒玉遥、指原莉乃、田島芽瑠、谷真理佳、朝長美桜、渕上舞、松岡菜摘、宮脇咲良、村重杏奈、本村碧唯、森保まどか                                             | 秋吉優花、穴井千尋、多田愛佳、岡田栞奈、岡本尚子、兒玉遥、指原莉乃、田島芽瑠、谷真理佳、朝長美桜、渕上舞、松岡菜摘、宮脇咲良、村重杏奈、本村碧唯、森保まどか                                             | 秋吉優花、穴井千尋、多田愛佳、岡田栞奈、岡本尚子、兒玉遥、指原莉乃、田島芽瑠、谷真理佳、朝長美桜、渕上舞、松岡菜摘、宮脇咲良、村重杏奈、本村碧唯、森保まどか                                             | 2nd 甜瓜汁（）                  | [ 注 11 ] [ 4 ]  |
| 2013 | 想到了什么（そこで何を考えるか?） | | 酒井康男 | 清水哲平 | 2nd 甜瓜汁（）                  | [ 注 12 ]        |
| 2013 | 安陪恭加、穴井千尋、今田美奈、植木南央、熊沢世莉奈、兒玉遥、下野由貴、田中菜津美、中西智代梨、深川舞子、松岡菜摘、宮脇咲良、村重杏奈、本村碧唯、森保まどか、若田部遥                                     | 安陪恭加、穴井千尋、今田美奈、植木南央、熊沢世莉奈、兒玉遥、下野由貴、田中菜津美、中西智代梨、深川舞子、松岡菜摘、宮脇咲良、村重杏奈、本村碧唯、森保まどか、若田部遥                                     | 安陪恭加、穴井千尋、今田美奈、植木南央、熊沢世莉奈、兒玉遥、下野由貴、田中菜津美、中西智代梨、深川舞子、松岡菜摘、宮脇咲良、村重杏奈、本村碧唯、森保まどか、若田部遥                                     | 安陪恭加、穴井千尋、今田美奈、植木南央、熊沢世莉奈、兒玉遥、下野由貴、田中菜津美、中西智代梨、深川舞子、松岡菜摘、宮脇咲良、村重杏奈、本村碧唯、森保まどか、若田部遥                                     | 2nd 甜瓜汁（）                  | [ 注 7 ]         |
| 2013 | 希望的海流（希望の海流） | あまくち姫 | 山上佑 | 野中“まさ”雄一 | 2nd 甜瓜汁（）                  |                  |
| 2013 | 植木南央、梅本泉、多田愛佳、下野由貴、田島芽瑠、田中優香、朝長美桜、宮脇咲良、村重杏奈、本村碧唯、山田麻莉奈、若田部遥                                                                                   | 植木南央、梅本泉、多田愛佳、下野由貴、田島芽瑠、田中優香、朝長美桜、宮脇咲良、村重杏奈、本村碧唯、山田麻莉奈、若田部遥                                                                                   | 植木南央、梅本泉、多田愛佳、下野由貴、田島芽瑠、田中優香、朝長美桜、宮脇咲良、村重杏奈、本村碧唯、山田麻莉奈、若田部遥                                                                                   | 植木南央、梅本泉、多田愛佳、下野由貴、田島芽瑠、田中優香、朝長美桜、宮脇咲良、村重杏奈、本村碧唯、山田麻莉奈、若田部遥                                                                                   | 2nd 甜瓜汁（）                  | [ 注 5 ] [ 4 ]   |
| 2013 | 泥之节拍器（泥のメトロノーム） | うまくち姫 | 立花瞳 | 佐々木裕 | 2nd 甜瓜汁（）                  |                  |
| 2013 | 穴井千尋、今田美奈、熊沢世莉奈、兒玉遥、後藤泉、駒田京伽、坂口理子、指原莉乃、田中菜津美、中西智代梨、松岡菜摘、森保まどか                                                                               | 穴井千尋、今田美奈、熊沢世莉奈、兒玉遥、後藤泉、駒田京伽、坂口理子、指原莉乃、田中菜津美、中西智代梨、松岡菜摘、森保まどか                                                                               | 穴井千尋、今田美奈、熊沢世莉奈、兒玉遥、後藤泉、駒田京伽、坂口理子、指原莉乃、田中菜津美、中西智代梨、松岡菜摘、森保まどか                                                                               | 穴井千尋、今田美奈、熊沢世莉奈、兒玉遥、後藤泉、駒田京伽、坂口理子、指原莉乃、田中菜津美、中西智代梨、松岡菜摘、森保まどか                                                                               | 2nd 甜瓜汁（）                  | [ 注 7 ] [ 3 ]   |
| 2013 | 浪声之八音盒（波音のオルゴール） | | 福田貴訓 | SHIKI | 2nd 甜瓜汁（）                  |                  |
| 2013 | 兒玉遥、指原莉乃、田島芽瑠、朝長美桜、宮脇咲良 | 兒玉遥、指原莉乃、田島芽瑠、朝長美桜、宮脇咲良 | 兒玉遥、指原莉乃、田島芽瑠、朝長美桜、宮脇咲良 | 兒玉遥、指原莉乃、田島芽瑠、朝長美桜、宮脇咲良 | 2nd 甜瓜汁（）                  | [ 注 8 ]         |
| 2013 | 天文部的事情（天文部の事情） | | 章夫 | 若田部誠 | 2nd 甜瓜汁（）                  |                  |
| 2013 | 安陪恭加、伊藤来笑、井上由莉耶、岩花詩乃、宇井真白、上野遥、草場愛、神志那結衣、冨吉明日香、深川舞子 | | | | 2nd 甜瓜汁（）                  |                  |
| 2014 | 櫻花，大家一起來品嚐（） | | Ryosuke "Dr.R" Sakai | 野中“まさ”雄一 | 3rd「櫻花，大家一起來品嚐（）」 |                  |
| 2014 | 秋吉優花、穴井千尋、多田愛佳、兒玉遥、指原莉乃、田島芽瑠、田中美久、朝長美桜、中西智代梨、渕上舞、松岡菜摘、宮脇咲良、村重杏奈、本村碧唯、森保まどか、矢吹奈子                                           | 秋吉優花、穴井千尋、多田愛佳、兒玉遥、指原莉乃、田島芽瑠、田中美久、朝長美桜、中西智代梨、渕上舞、松岡菜摘、宮脇咲良、村重杏奈、本村碧唯、森保まどか、矢吹奈子                                           | 秋吉優花、穴井千尋、多田愛佳、兒玉遥、指原莉乃、田島芽瑠、田中美久、朝長美桜、中西智代梨、渕上舞、松岡菜摘、宮脇咲良、村重杏奈、本村碧唯、森保まどか、矢吹奈子                                           | 秋吉優花、穴井千尋、多田愛佳、兒玉遥、指原莉乃、田島芽瑠、田中美久、朝長美桜、中西智代梨、渕上舞、松岡菜摘、宮脇咲良、村重杏奈、本村碧唯、森保まどか、矢吹奈子                                           | 3rd「櫻花，大家一起來品嚐（）」 | [ 注 11 ] [ 6 ]  |
| 2014 | 你怎么了？（君はどうして?） | | 後藤次利 | 後藤次利 | 3rd「櫻花，大家一起來品嚐（）」 |                  |
| 2014 | 秋吉優花、穴井千尋、多田愛佳、兒玉遥、指原莉乃、田島芽瑠、田中美久、朝長美桜、中西智代梨、渕上舞、松岡菜摘、宮脇咲良、村重杏奈、本村碧唯、森保まどか、矢吹奈子                                           | 秋吉優花、穴井千尋、多田愛佳、兒玉遥、指原莉乃、田島芽瑠、田中美久、朝長美桜、中西智代梨、渕上舞、松岡菜摘、宮脇咲良、村重杏奈、本村碧唯、森保まどか、矢吹奈子                                           | 秋吉優花、穴井千尋、多田愛佳、兒玉遥、指原莉乃、田島芽瑠、田中美久、朝長美桜、中西智代梨、渕上舞、松岡菜摘、宮脇咲良、村重杏奈、本村碧唯、森保まどか、矢吹奈子                                           | 秋吉優花、穴井千尋、多田愛佳、兒玉遥、指原莉乃、田島芽瑠、田中美久、朝長美桜、中西智代梨、渕上舞、松岡菜摘、宮脇咲良、村重杏奈、本村碧唯、森保まどか、矢吹奈子                                           | 3rd「櫻花，大家一起來品嚐（）」 | [ 注 17 ]        |
| 2014 | 已读无视（既読スルー） | Team H | 伊藤寛之 | 佐々木裕 | 3rd「櫻花，大家一起來品嚐（）」 |                  |
| 2014 | 秋吉優花、穴井千尋、井上由莉耶、梅本泉、岡本尚子、神志那結衣、兒玉遥、駒田京伽、坂口理子、指原莉乃、田島芽瑠、田中菜津美、中西智代梨、松岡菜摘、山田麻莉奈、若田部遥                                     | 秋吉優花、穴井千尋、井上由莉耶、梅本泉、岡本尚子、神志那結衣、兒玉遥、駒田京伽、坂口理子、指原莉乃、田島芽瑠、田中菜津美、中西智代梨、松岡菜摘、山田麻莉奈、若田部遥                                     | 秋吉優花、穴井千尋、井上由莉耶、梅本泉、岡本尚子、神志那結衣、兒玉遥、駒田京伽、坂口理子、指原莉乃、田島芽瑠、田中菜津美、中西智代梨、松岡菜摘、山田麻莉奈、若田部遥                                     | 秋吉優花、穴井千尋、井上由莉耶、梅本泉、岡本尚子、神志那結衣、兒玉遥、駒田京伽、坂口理子、指原莉乃、田島芽瑠、田中菜津美、中西智代梨、松岡菜摘、山田麻莉奈、若田部遥                                     | 3rd「櫻花，大家一起來品嚐（）」 | [ 注 4 ]         |
| 2014 | 与前男友的哥哥交往这回事（昔の彼氏のお兄ちゃんとつき合うということ） | Team KIV | Mr.BLACKHOLE | Mr.BLACKHOLE | 3rd「櫻花，大家一起來品嚐（）」 |                  |
| 2014 | 今田美奈、植木南央、多田愛佳、岡田栞奈、熊沢世莉奈、後藤泉、下野由貴、田中優香、谷真理佳、冨吉明日香、朝長美桜、渕上舞、宮脇咲良、村重杏奈、本村碧唯、森保まどか                                         | 今田美奈、植木南央、多田愛佳、岡田栞奈、熊沢世莉奈、後藤泉、下野由貴、田中優香、谷真理佳、冨吉明日香、朝長美桜、渕上舞、宮脇咲良、村重杏奈、本村碧唯、森保まどか                                         | 今田美奈、植木南央、多田愛佳、岡田栞奈、熊沢世莉奈、後藤泉、下野由貴、田中優香、谷真理佳、冨吉明日香、朝長美桜、渕上舞、宮脇咲良、村重杏奈、本村碧唯、森保まどか                                         | 今田美奈、植木南央、多田愛佳、岡田栞奈、熊沢世莉奈、後藤泉、下野由貴、田中優香、谷真理佳、冨吉明日香、朝長美桜、渕上舞、宮脇咲良、村重杏奈、本村碧唯、森保まどか                                         | 3rd「櫻花，大家一起來品嚐（）」 | [ 注 18 ]        |
| 2014 | 请你记得（覚えてください） | 研究生 | Kakoo | 佐々木裕 | 3rd「櫻花，大家一起來品嚐（）」 |                  |
| 2014 | 荒巻美咲、伊藤来笑、岩花詩乃、宇井真白、上野遥、草場愛、栗原紗英、坂本愛玲菜、田中美久、筒井莉子、外薗葉月、深川舞子、矢吹奈子、山内祐奈、山下エミリー                                                   | 荒巻美咲、伊藤来笑、岩花詩乃、宇井真白、上野遥、草場愛、栗原紗英、坂本愛玲菜、田中美久、筒井莉子、外薗葉月、深川舞子、矢吹奈子、山内祐奈、山下エミリー                                                   | 荒巻美咲、伊藤来笑、岩花詩乃、宇井真白、上野遥、草場愛、栗原紗英、坂本愛玲菜、田中美久、筒井莉子、外薗葉月、深川舞子、矢吹奈子、山内祐奈、山下エミリー                                                   | 荒巻美咲、伊藤来笑、岩花詩乃、宇井真白、上野遥、草場愛、栗原紗英、坂本愛玲菜、田中美久、筒井莉子、外薗葉月、深川舞子、矢吹奈子、山内祐奈、山下エミリー                                                   | 3rd「櫻花，大家一起來品嚐（）」 | [ 注 19 ]        |
| 2014 | 君のことが好きやけん | | 織田哲郎 | 野中“まさ”雄一 | 3rd「櫻花，大家一起來品嚐（）」 |                  |
| 2014 | 秋吉優花、穴井千尋、多田愛佳、兒玉遥、指原莉乃、田島芽瑠、田中美久、朝長美桜、中西智代梨、渕上舞、松岡菜摘、宮脇咲良、村重杏奈、本村碧唯、森保まどか、矢吹奈子                                           | 秋吉優花、穴井千尋、多田愛佳、兒玉遥、指原莉乃、田島芽瑠、田中美久、朝長美桜、中西智代梨、渕上舞、松岡菜摘、宮脇咲良、村重杏奈、本村碧唯、森保まどか、矢吹奈子                                           | 秋吉優花、穴井千尋、多田愛佳、兒玉遥、指原莉乃、田島芽瑠、田中美久、朝長美桜、中西智代梨、渕上舞、松岡菜摘、宮脇咲良、村重杏奈、本村碧唯、森保まどか、矢吹奈子                                           | 秋吉優花、穴井千尋、多田愛佳、兒玉遥、指原莉乃、田島芽瑠、田中美久、朝長美桜、中西智代梨、渕上舞、松岡菜摘、宮脇咲良、村重杏奈、本村碧唯、森保まどか、矢吹奈子                                           | 3rd「櫻花，大家一起來品嚐（）」 | [ 注 7 ]         |
| 2014 | 有所保留的我愛你！（） | | pakorama | 野中“まさ”雄一 | 4th「有所保留的我愛你！（）」   |                  |
| 2014 | 穴井千尋、多田愛佳、木本花音、栗原紗英、神志那結衣、兒玉遥、指原莉乃、田島芽瑠、田中美久、朝長美桜、松岡菜摘、宮脇咲良、本村碧唯、森保まどか、矢吹奈子、山本茉央                                         | 穴井千尋、多田愛佳、木本花音、栗原紗英、神志那結衣、兒玉遥、指原莉乃、田島芽瑠、田中美久、朝長美桜、松岡菜摘、宮脇咲良、本村碧唯、森保まどか、矢吹奈子、山本茉央                                         | 穴井千尋、多田愛佳、木本花音、栗原紗英、神志那結衣、兒玉遥、指原莉乃、田島芽瑠、田中美久、朝長美桜、松岡菜摘、宮脇咲良、本村碧唯、森保まどか、矢吹奈子、山本茉央                                         | 穴井千尋、多田愛佳、木本花音、栗原紗英、神志那結衣、兒玉遥、指原莉乃、田島芽瑠、田中美久、朝長美桜、松岡菜摘、宮脇咲良、本村碧唯、森保まどか、矢吹奈子、山本茉央                                         | 4th「有所保留的我愛你！（）」   | [ 注 7 ] [ 7 ]   |
| 2014 | 現在 正想着你（今 君を想う） | | 川島有真 | 若田部誠 | 4th「有所保留的我愛你！（）」   | [ 注 21 ]        |
| 2014 | 多田愛佳、兒玉遥、指原莉乃、田島芽瑠、田中美久、谷真理佳、朝長美桜、中西智代梨、松岡菜摘、宮脇咲良、森保まどか、矢吹奈子                                                                                 | 多田愛佳、兒玉遥、指原莉乃、田島芽瑠、田中美久、谷真理佳、朝長美桜、中西智代梨、松岡菜摘、宮脇咲良、森保まどか、矢吹奈子                                                                                 | 多田愛佳、兒玉遥、指原莉乃、田島芽瑠、田中美久、谷真理佳、朝長美桜、中西智代梨、松岡菜摘、宮脇咲良、森保まどか、矢吹奈子                                                                                 | 多田愛佳、兒玉遥、指原莉乃、田島芽瑠、田中美久、谷真理佳、朝長美桜、中西智代梨、松岡菜摘、宮脇咲良、森保まどか、矢吹奈子                                                                                 | 4th「有所保留的我愛你！（）」   | [ 注 22 ]        |
| 2014 | 偶像的王者（アイドルの王者） | Team H | cAnON. | K3CP | 4th「有所保留的我愛你！（）」   |                  |
| 2014 | 秋吉優花、穴井千尋、井上由莉耶、宇井真白、上野遥、梅本泉、岡本尚子、神志那結衣、兒玉遥、駒田京伽、坂口理子、指原莉乃、田島芽瑠、田中菜津美、田中美久、松岡菜摘、矢吹奈子、山田麻莉奈、山本茉央、若田部遥 | 秋吉優花、穴井千尋、井上由莉耶、宇井真白、上野遥、梅本泉、岡本尚子、神志那結衣、兒玉遥、駒田京伽、坂口理子、指原莉乃、田島芽瑠、田中菜津美、田中美久、松岡菜摘、矢吹奈子、山田麻莉奈、山本茉央、若田部遥 | 秋吉優花、穴井千尋、井上由莉耶、宇井真白、上野遥、梅本泉、岡本尚子、神志那結衣、兒玉遥、駒田京伽、坂口理子、指原莉乃、田島芽瑠、田中菜津美、田中美久、松岡菜摘、矢吹奈子、山田麻莉奈、山本茉央、若田部遥 | 秋吉優花、穴井千尋、井上由莉耶、宇井真白、上野遥、梅本泉、岡本尚子、神志那結衣、兒玉遥、駒田京伽、坂口理子、指原莉乃、田島芽瑠、田中菜津美、田中美久、松岡菜摘、矢吹奈子、山田麻莉奈、山本茉央、若田部遥 | 4th「有所保留的我愛你！（）」   | [ 注 4 ]         |
| 2014 | 在夏季之前（夏の前） | Team KIV | 板垣祐介 | 板垣祐介 | 4th「有所保留的我愛你！（）」   |                  |
| 2014 | 伊藤来笑、今田美奈、岩花詩乃、植木南央、多田愛佳、岡田栞奈、木本花音、草場愛、熊沢世莉奈、後藤泉、下野由貴、田中優香、冨吉明日香、朝長美桜、深川舞子、渕上舞、宮脇咲良、村重杏奈、本村碧唯、森保まどか   | 伊藤来笑、今田美奈、岩花詩乃、植木南央、多田愛佳、岡田栞奈、木本花音、草場愛、熊沢世莉奈、後藤泉、下野由貴、田中優香、冨吉明日香、朝長美桜、深川舞子、渕上舞、宮脇咲良、村重杏奈、本村碧唯、森保まどか   | 伊藤来笑、今田美奈、岩花詩乃、植木南央、多田愛佳、岡田栞奈、木本花音、草場愛、熊沢世莉奈、後藤泉、下野由貴、田中優香、冨吉明日香、朝長美桜、深川舞子、渕上舞、宮脇咲良、村重杏奈、本村碧唯、森保まどか   | 伊藤来笑、今田美奈、岩花詩乃、植木南央、多田愛佳、岡田栞奈、木本花音、草場愛、熊沢世莉奈、後藤泉、下野由貴、田中優香、冨吉明日香、朝長美桜、深川舞子、渕上舞、宮脇咲良、村重杏奈、本村碧唯、森保まどか   | 4th「有所保留的我愛你！（）」   | [ 注 5 ]         |
| 2014 | 傲慢的雙唇（生意気リップス！） | なこみく | ハサミマン | 野中“まさ”雄一 | 4th「有所保留的我愛你！（）」   |                  |
| 2014 | 田中美久、矢吹奈子 | | | | 4th「有所保留的我愛你！（）」   |                  |
| 2014 | 我是藍莓派（私はブルーベリーパイ） | ブルーベリーパイ | 鈴木まなか | 鈴木まなか | 4th「有所保留的我愛你！（）」   |                  |
| 2014 | 荒巻美咲、栗原紗英、神志那結衣、駒田京伽、坂口理子 | 荒巻美咲、栗原紗英、神志那結衣、駒田京伽、坂口理子 | 荒巻美咲、栗原紗英、神志那結衣、駒田京伽、坂口理子 | 荒巻美咲、栗原紗英、神志那結衣、駒田京伽、坂口理子 | 4th「有所保留的我愛你！（）」   | [ 注 19 ] [ 9 ]  |
| 2015 | 12秒 | | Linia | 野中“まさ”雄一 | 5th「12秒」                     |                  |
| 2015 | 穴井千尋、植木南央、多田愛佳、木本花音、神志那結衣、兒玉遥、指原莉乃、田島芽瑠、田中美久、朝長美桜、松岡菜摘、宮脇咲良、村重杏奈、本村碧唯、森保まどか、矢吹奈子                                         | 穴井千尋、植木南央、多田愛佳、木本花音、神志那結衣、兒玉遥、指原莉乃、田島芽瑠、田中美久、朝長美桜、松岡菜摘、宮脇咲良、村重杏奈、本村碧唯、森保まどか、矢吹奈子                                         | 穴井千尋、植木南央、多田愛佳、木本花音、神志那結衣、兒玉遥、指原莉乃、田島芽瑠、田中美久、朝長美桜、松岡菜摘、宮脇咲良、村重杏奈、本村碧唯、森保まどか、矢吹奈子                                         | 穴井千尋、植木南央、多田愛佳、木本花音、神志那結衣、兒玉遥、指原莉乃、田島芽瑠、田中美久、朝長美桜、松岡菜摘、宮脇咲良、村重杏奈、本村碧唯、森保まどか、矢吹奈子                                         | 5th「12秒」                     | [ 注 24 ] [ 10 ] |
| 2015 | 人生就是搖滾 （ロックだよ、人生は…） | | 鈴木秋則 | 田口智則 / 稲留春雄 | 5th「12秒」                     |                  |
| 2015 | （2015年4月22日時点のHKT48全メンバー） | （2015年4月22日時点のHKT48全メンバー） | （2015年4月22日時点のHKT48全メンバー） | （2015年4月22日時点のHKT48全メンバー） | 5th「12秒」                     | カバー           |
| 2015 | 微笑爆米花（微笑みポップコーン） | ポップコーンチルドレン | モチヅキヤスノリ | 佐々木裕 | 5th「12秒」                     | [ 注 25 ]        |
| 2015 | 荒巻美咲、栗原紗英、坂本愛玲菜、田中美久、筒井莉子、外薗葉月、矢吹奈子、山内祐奈、山下エミリー | 荒巻美咲、栗原紗英、坂本愛玲菜、田中美久、筒井莉子、外薗葉月、矢吹奈子、山内祐奈、山下エミリー | 荒巻美咲、栗原紗英、坂本愛玲菜、田中美久、筒井莉子、外薗葉月、矢吹奈子、山内祐奈、山下エミリー | 荒巻美咲、栗原紗英、坂本愛玲菜、田中美久、筒井莉子、外薗葉月、矢吹奈子、山内祐奈、山下エミリー | 5th「12秒」                     | [ 注 19 ] [ 10 ] |
| 2015 | 變色龍女高中生（カメレオン女子高生） | Team H | フジノタカフミ | 野中“まさ”雄一 | 5th「12秒」                     |                  |
| 2015 | 秋吉優花、穴井千尋、井上由莉耶、宇井真白、上野遥、梅本泉、岡本尚子、神志那結衣、兒玉遥、駒田京伽、坂口理子、指原莉乃、田島芽瑠、田中菜津美、田中美久、松岡菜摘、矢吹奈子、山田麻莉奈、山本茉央、若田部遥 | 秋吉優花、穴井千尋、井上由莉耶、宇井真白、上野遥、梅本泉、岡本尚子、神志那結衣、兒玉遥、駒田京伽、坂口理子、指原莉乃、田島芽瑠、田中菜津美、田中美久、松岡菜摘、矢吹奈子、山田麻莉奈、山本茉央、若田部遥 | 秋吉優花、穴井千尋、井上由莉耶、宇井真白、上野遥、梅本泉、岡本尚子、神志那結衣、兒玉遥、駒田京伽、坂口理子、指原莉乃、田島芽瑠、田中菜津美、田中美久、松岡菜摘、矢吹奈子、山田麻莉奈、山本茉央、若田部遥 | 秋吉優花、穴井千尋、井上由莉耶、宇井真白、上野遥、梅本泉、岡本尚子、神志那結衣、兒玉遥、駒田京伽、坂口理子、指原莉乃、田島芽瑠、田中菜津美、田中美久、松岡菜摘、矢吹奈子、山田麻莉奈、山本茉央、若田部遥 | 5th「12秒」                     | [ 注 26 ] [ 11 ] |
| 2015 | 去夏威夷吧（ハワイヘ行こう） | Team KIV | 市川裕一 | 市川裕一 | 5th「12秒」                     |                  |
| 2015 | 伊藤来笑、今田美奈、岩花詩乃、植木南央、多田愛佳、岡田栞奈、木本花音、草場愛、熊沢世莉奈、後藤泉、下野由貴、田中優香、冨吉明日香、朝長美桜、深川舞子、渕上舞、宮脇咲良、村重杏奈、本村碧唯、森保まどか   | 伊藤来笑、今田美奈、岩花詩乃、植木南央、多田愛佳、岡田栞奈、木本花音、草場愛、熊沢世莉奈、後藤泉、下野由貴、田中優香、冨吉明日香、朝長美桜、深川舞子、渕上舞、宮脇咲良、村重杏奈、本村碧唯、森保まどか   | 伊藤来笑、今田美奈、岩花詩乃、植木南央、多田愛佳、岡田栞奈、木本花音、草場愛、熊沢世莉奈、後藤泉、下野由貴、田中優香、冨吉明日香、朝長美桜、深川舞子、渕上舞、宮脇咲良、村重杏奈、本村碧唯、森保まどか   | 伊藤来笑、今田美奈、岩花詩乃、植木南央、多田愛佳、岡田栞奈、木本花音、草場愛、熊沢世莉奈、後藤泉、下野由貴、田中優香、冨吉明日香、朝長美桜、深川舞子、渕上舞、宮脇咲良、村重杏奈、本村碧唯、森保まどか   | 5th「12秒」                     | [ 注 27 ] [ 12 ] |
| 2015 | 擁抱雙馬尾派（抱いてツインテール） | ブルーベリーパイ | 立花瞳 | 佐々木裕 | 5th「12秒」                     |                  |
| 2015 | 荒巻美咲、栗原紗英、神志那結衣、駒田京伽、坂口理子 | 荒巻美咲、栗原紗英、神志那結衣、駒田京伽、坂口理子 | 荒巻美咲、栗原紗英、神志那結衣、駒田京伽、坂口理子 | 荒巻美咲、栗原紗英、神志那結衣、駒田京伽、坂口理子 | 5th「12秒」                     | [ 注 28 ] [ 13 ] |
| 2015 | 吵死了！（） | HKT48 feat.氣志團 | 大分Ken | 佐々木裕 | 6th「吵死了！（）」             |                  |
| 2015 | 穴井千尋、多田愛佳、神志那結衣、兒玉遥、坂口理子、指原莉乃、田島芽瑠、田中美久、朝長美桜、渕上舞、松岡菜摘、宮脇咲良、本村碧唯、森保まどか、矢吹奈子、山下エミリー                                       | 穴井千尋、多田愛佳、神志那結衣、兒玉遥、坂口理子、指原莉乃、田島芽瑠、田中美久、朝長美桜、渕上舞、松岡菜摘、宮脇咲良、本村碧唯、森保まどか、矢吹奈子、山下エミリー                                       | 穴井千尋、多田愛佳、神志那結衣、兒玉遥、坂口理子、指原莉乃、田島芽瑠、田中美久、朝長美桜、渕上舞、松岡菜摘、宮脇咲良、本村碧唯、森保まどか、矢吹奈子、山下エミリー                                       | 穴井千尋、多田愛佳、神志那結衣、兒玉遥、坂口理子、指原莉乃、田島芽瑠、田中美久、朝長美桜、渕上舞、松岡菜摘、宮脇咲良、本村碧唯、森保まどか、矢吹奈子、山下エミリー                                       | 6th「吵死了！（）」             | [ 注 7 ] [ 14 ]  |
| 2015 | 黃昏的二人車（黄昏のタンデム） | | 外山大輔 | 外山大輔 | 6th「吵死了！（）」             |                  |
| 2015 | 穴井千尋、多田愛佳、神志那結衣、兒玉遥、坂口理子、指原莉乃、田島芽瑠、田中美久、朝長美桜、渕上舞、松岡菜摘、宮脇咲良、本村碧唯、森保まどか、矢吹奈子、山下エミリー                                       | | | | 6th「吵死了！（）」             |                  |
| 2015 | Buddy | Team H | 井上ヨシマサ | 井上ヨシマサ | 6th「吵死了！（）」             |                  |
| 2015 | 秋吉優花、穴井千尋、井上由莉耶、宇井真白、上野遥、梅本泉、岡本尚子、神志那結衣、兒玉遥、駒田京伽、坂口理子、指原莉乃、田島芽瑠、田中菜津美、田中美久、松岡菜摘、矢吹奈子、山田麻莉奈、山本茉央、若田部遥 | 秋吉優花、穴井千尋、井上由莉耶、宇井真白、上野遥、梅本泉、岡本尚子、神志那結衣、兒玉遥、駒田京伽、坂口理子、指原莉乃、田島芽瑠、田中菜津美、田中美久、松岡菜摘、矢吹奈子、山田麻莉奈、山本茉央、若田部遥 | 秋吉優花、穴井千尋、井上由莉耶、宇井真白、上野遥、梅本泉、岡本尚子、神志那結衣、兒玉遥、駒田京伽、坂口理子、指原莉乃、田島芽瑠、田中菜津美、田中美久、松岡菜摘、矢吹奈子、山田麻莉奈、山本茉央、若田部遥 | 秋吉優花、穴井千尋、井上由莉耶、宇井真白、上野遥、梅本泉、岡本尚子、神志那結衣、兒玉遥、駒田京伽、坂口理子、指原莉乃、田島芽瑠、田中菜津美、田中美久、松岡菜摘、矢吹奈子、山田麻莉奈、山本茉央、若田部遥 | 6th「吵死了！（）」             | [ 注 29 ] [ 15 ] |
| 2015 | 看見夢想的Team KIV（夢見るチームKIV） | Team KIV | 川浦正大 | 若田部誠 | 6th「吵死了！（）」             |                  |
| 2015 | 伊藤来笑、今田美奈、岩花詩乃、植木南央、多田愛佳、岡田栞奈、熊沢世莉奈、下野由貴、田中優香、冨吉明日香、朝長美桜、深川舞子、渕上舞、宮脇咲良、村重杏奈、本村碧唯、森保まどか                             | 伊藤来笑、今田美奈、岩花詩乃、植木南央、多田愛佳、岡田栞奈、熊沢世莉奈、下野由貴、田中優香、冨吉明日香、朝長美桜、深川舞子、渕上舞、宮脇咲良、村重杏奈、本村碧唯、森保まどか                             | 伊藤来笑、今田美奈、岩花詩乃、植木南央、多田愛佳、岡田栞奈、熊沢世莉奈、下野由貴、田中優香、冨吉明日香、朝長美桜、深川舞子、渕上舞、宮脇咲良、村重杏奈、本村碧唯、森保まどか                             | 伊藤来笑、今田美奈、岩花詩乃、植木南央、多田愛佳、岡田栞奈、熊沢世莉奈、下野由貴、田中優香、冨吉明日香、朝長美桜、深川舞子、渕上舞、宮脇咲良、村重杏奈、本村碧唯、森保まどか                             | 6th「吵死了！（）」             | [ 注 18 ]        |
| 2015 | 不懷好意的吻（いじわるチュー） | 矢吹奈子 | 川浦正大 | 野中“まさ”雄一 | 6th「吵死了！（）」             |                  |
| 2015 | 矢吹奈子 | | | | 6th「吵死了！（）」             |                  |
| 2015 | 戀的指尖（恋の指先） | | IKEZO | IKEZO | 6th「吵死了！（）」             | [ 注 30 ]        |
| 2015 | 秋吉優花、植木南央、上野遥、岡本尚子、熊沢世莉奈、坂本愛玲菜、下野由貴、村重杏奈、森保まどか、山田麻莉奈                                                                                                 | | | | 6th「吵死了！（）」             |                  |
| 2016 | 給74億份之1的你（） | | 斉門 | 野中“まさ”雄一 | 7th 「給74億份之1的你（）」     |                  |
| 2016 | 穴井千尋、多田愛佳、神志那結衣、兒玉遥、坂口理子、指原莉乃、田島芽瑠、田中菜津美、田中美久、朝長美桜、渕上舞、松岡菜摘、松岡はな、宮脇咲良、森保まどか、矢吹奈子                                         | 穴井千尋、多田愛佳、神志那結衣、兒玉遥、坂口理子、指原莉乃、田島芽瑠、田中菜津美、田中美久、朝長美桜、渕上舞、松岡菜摘、松岡はな、宮脇咲良、森保まどか、矢吹奈子                                         | 穴井千尋、多田愛佳、神志那結衣、兒玉遥、坂口理子、指原莉乃、田島芽瑠、田中菜津美、田中美久、朝長美桜、渕上舞、松岡菜摘、松岡はな、宮脇咲良、森保まどか、矢吹奈子                                         | 穴井千尋、多田愛佳、神志那結衣、兒玉遥、坂口理子、指原莉乃、田島芽瑠、田中菜津美、田中美久、朝長美桜、渕上舞、松岡菜摘、松岡はな、宮脇咲良、森保まどか、矢吹奈子                                         | 7th 「給74億份之1的你（）」     | [ 注 7 ] [ 17 ]  |
| 2016 | Chain of love | | 後藤康二 | 生田真心 | 7th 「給74億份之1的你（）」     |                  |
| 2016 | 穴井千尋、荒巻美咲、上野遥、多田愛佳、神志那結衣、兒玉遥、坂口理子、指原莉乃、田島芽瑠、田中美久、朝長美桜、松岡菜摘、宮脇咲良、本村碧唯、森保まどか、矢吹奈子                                           | 穴井千尋、荒巻美咲、上野遥、多田愛佳、神志那結衣、兒玉遥、坂口理子、指原莉乃、田島芽瑠、田中美久、朝長美桜、松岡菜摘、宮脇咲良、本村碧唯、森保まどか、矢吹奈子                                           | 穴井千尋、荒巻美咲、上野遥、多田愛佳、神志那結衣、兒玉遥、坂口理子、指原莉乃、田島芽瑠、田中美久、朝長美桜、松岡菜摘、宮脇咲良、本村碧唯、森保まどか、矢吹奈子                                           | 穴井千尋、荒巻美咲、上野遥、多田愛佳、神志那結衣、兒玉遥、坂口理子、指原莉乃、田島芽瑠、田中美久、朝長美桜、松岡菜摘、宮脇咲良、本村碧唯、森保まどか、矢吹奈子                                           | 7th 「給74億份之1的你（）」     | [ 注 31 ] [ 18 ] |
| 2016 | 色彩的禁忌（タブーの色） | サクラハルカ | 近藤圭一 | 近藤圭一 | 7th 「給74億份之1的你（）」     |                  |
| 2016 | 兒玉遥、宮脇咲良 | | | | 7th 「給74億份之1的你（）」     |                  |
| 2016 | HKT城、今、動(HKT城、今、動） | プラチナガールズ | 篤永猛彦 | 武藤星児 | 7th 「給74億份之1的你（）」     |                  |
| 2016 | 秋吉優花、荒巻美咲、井上由莉耶、植木南央、岡本尚子、栗原紗英、駒田京伽、下野由貴、田中優香、冨吉明日香、村川緋杏、村重杏奈、本村碧唯、山下エミリー、山本茉央、若田部遥                                   | 秋吉優花、荒巻美咲、井上由莉耶、植木南央、岡本尚子、栗原紗英、駒田京伽、下野由貴、田中優香、冨吉明日香、村川緋杏、村重杏奈、本村碧唯、山下エミリー、山本茉央、若田部遥                                   | 秋吉優花、荒巻美咲、井上由莉耶、植木南央、岡本尚子、栗原紗英、駒田京伽、下野由貴、田中優香、冨吉明日香、村川緋杏、村重杏奈、本村碧唯、山下エミリー、山本茉央、若田部遥                                   | 秋吉優花、荒巻美咲、井上由莉耶、植木南央、岡本尚子、栗原紗英、駒田京伽、下野由貴、田中優香、冨吉明日香、村川緋杏、村重杏奈、本村碧唯、山下エミリー、山本茉央、若田部遥                                   | 7th 「給74億份之1的你（）」     | [ 注 32 ] [ 19 ] |
| 2016 | 愛因斯坦比戴安娜·艾格倫（アインシュタインよりディアナ・アグロン） | なこみく & めるみお | FIREWORKS | FIREWORKS | 7th 「給74億份之1的你（）」     |                  |
| 2016 | 田島芽瑠、田中美久、朝長美桜、矢吹奈子 | | | | 7th 「給74億份之1的你（）」     |                  |
| 2016 | 給我借的厚顏無恥（図々しさを貸してちょうだい） | ダイヤモンドガールズ | フジノタカフミ | 若田部誠 | 7th 「給74億份之1的你（）」     |                  |
| 2016 | 今田美奈、今村麻莉愛、岩花詩乃、宇井真白、上野遥、熊沢世莉奈、坂本愛玲菜、筒井莉子、深川舞子、外薗葉月、山内祐奈、山田麻莉奈                                                                             | | | | 7th 「給74億份之1的你（）」     |                  |
| 2016 | 最棒了唷（） | | 和泉一弥 | 野中“まさ”雄一 | 8th「最棒了唷（）」             |                  |
| 2016 | 井上由莉耶、多田愛佳、神志那結衣、兒玉遥、指原莉乃、田島芽瑠、田中美久、田中優香、朝長美桜、渕上舞、松岡菜摘、松岡はな、宮脇咲良、本村碧唯、森保まどか、矢吹奈子                                         | 井上由莉耶、多田愛佳、神志那結衣、兒玉遥、指原莉乃、田島芽瑠、田中美久、田中優香、朝長美桜、渕上舞、松岡菜摘、松岡はな、宮脇咲良、本村碧唯、森保まどか、矢吹奈子                                         | 井上由莉耶、多田愛佳、神志那結衣、兒玉遥、指原莉乃、田島芽瑠、田中美久、田中優香、朝長美桜、渕上舞、松岡菜摘、松岡はな、宮脇咲良、本村碧唯、森保まどか、矢吹奈子                                         | 井上由莉耶、多田愛佳、神志那結衣、兒玉遥、指原莉乃、田島芽瑠、田中美久、田中優香、朝長美桜、渕上舞、松岡菜摘、松岡はな、宮脇咲良、本村碧唯、森保まどか、矢吹奈子                                         | 8th「最棒了唷（）」             | [ 注 33 ] [ 20 ] |
| 2016 | 空耳搖滾（空耳ロック） | HKT48 Team TII | 杉山勝彦 | 若田部誠 | 8th「最棒了唷（）」             |                  |
| 2016 | 荒巻美咲、今村麻莉愛、栗原紗英、坂本愛玲菜、筒井莉子、外薗葉月、松岡はな、村川緋杏、山内祐奈、山下エミリー                                                                                               | 荒巻美咲、今村麻莉愛、栗原紗英、坂本愛玲菜、筒井莉子、外薗葉月、松岡はな、村川緋杏、山内祐奈、山下エミリー                                                                                               | 荒巻美咲、今村麻莉愛、栗原紗英、坂本愛玲菜、筒井莉子、外薗葉月、松岡はな、村川緋杏、山内祐奈、山下エミリー                                                                                               | 荒巻美咲、今村麻莉愛、栗原紗英、坂本愛玲菜、筒井莉子、外薗葉月、松岡はな、村川緋杏、山内祐奈、山下エミリー                                                                                               | 8th「最棒了唷（）」             | [ 注 33 ]        |
| 2016 | 夢一場（夢ひとつ） | 穴井千尋と仲間たち | 福田貴史 | 福田貴史 | 8th「最棒了唷（）」             |                  |
| 2016 | 穴井千尋、今田美奈、植木南央、多田愛佳、熊沢世莉奈、兒玉遥、指原莉乃、下野由貴、田中菜津美、深川舞子、松岡菜摘、宮脇咲良、村重杏奈、本村碧唯、森保まどか、若田部遥                                       | 穴井千尋、今田美奈、植木南央、多田愛佳、熊沢世莉奈、兒玉遥、指原莉乃、下野由貴、田中菜津美、深川舞子、松岡菜摘、宮脇咲良、村重杏奈、本村碧唯、森保まどか、若田部遥                                       | 穴井千尋、今田美奈、植木南央、多田愛佳、熊沢世莉奈、兒玉遥、指原莉乃、下野由貴、田中菜津美、深川舞子、松岡菜摘、宮脇咲良、村重杏奈、本村碧唯、森保まどか、若田部遥                                       | 穴井千尋、今田美奈、植木南央、多田愛佳、熊沢世莉奈、兒玉遥、指原莉乃、下野由貴、田中菜津美、深川舞子、松岡菜摘、宮脇咲良、村重杏奈、本村碧唯、森保まどか、若田部遥                                       | 8th「最棒了唷（）」             | [ 注 35 ]        |
| 2016 | 把夜空的月亮吞下（夜空の月を飲み込もう） | HKT48 Team H | 市川裕一 | 野中“まさ”雄一 | 8th「最棒了唷（）」             |                  |
| 2016 | 秋吉優花、井上由莉耶、宇井真白、上野遥、岡本尚子、神志那結衣、兒玉遥、駒田京伽、坂口理子、指原莉乃、田島芽瑠、田中菜津美、田中美久、松岡菜摘、矢吹奈子、山田麻莉奈、山本茉央、若田部遥                   | 秋吉優花、井上由莉耶、宇井真白、上野遥、岡本尚子、神志那結衣、兒玉遥、駒田京伽、坂口理子、指原莉乃、田島芽瑠、田中菜津美、田中美久、松岡菜摘、矢吹奈子、山田麻莉奈、山本茉央、若田部遥                   | 秋吉優花、井上由莉耶、宇井真白、上野遥、岡本尚子、神志那結衣、兒玉遥、駒田京伽、坂口理子、指原莉乃、田島芽瑠、田中菜津美、田中美久、松岡菜摘、矢吹奈子、山田麻莉奈、山本茉央、若田部遥                   | 秋吉優花、井上由莉耶、宇井真白、上野遥、岡本尚子、神志那結衣、兒玉遥、駒田京伽、坂口理子、指原莉乃、田島芽瑠、田中菜津美、田中美久、松岡菜摘、矢吹奈子、山田麻莉奈、山本茉央、若田部遥                   | 8th「最棒了唷（）」             | [ 注 36 ]        |
| 2016 | Go Bananas! | HKT48 Team KIV | バグベア | 水島康貴 | 8th「最棒了唷（）」             |                  |
| 2016 | 今田美奈、岩花詩乃、植木南央、多田愛佳、熊沢世莉奈、下野由貴、田中優香、冨吉明日香、朝長美桜、深川舞子、渕上舞、宮脇咲良、村重杏奈、本村碧唯、森保まどか                                                 | 今田美奈、岩花詩乃、植木南央、多田愛佳、熊沢世莉奈、下野由貴、田中優香、冨吉明日香、朝長美桜、深川舞子、渕上舞、宮脇咲良、村重杏奈、本村碧唯、森保まどか                                                 | 今田美奈、岩花詩乃、植木南央、多田愛佳、熊沢世莉奈、下野由貴、田中優香、冨吉明日香、朝長美桜、深川舞子、渕上舞、宮脇咲良、村重杏奈、本村碧唯、森保まどか                                                 | 今田美奈、岩花詩乃、植木南央、多田愛佳、熊沢世莉奈、下野由貴、田中優香、冨吉明日香、朝長美桜、深川舞子、渕上舞、宮脇咲良、村重杏奈、本村碧唯、森保まどか                                                 | 8th「最棒了唷（）」             | [ 注 5 ]         |
| 2016 | 女孩啊，必須全力奔跑！（女の子だもん、走らなきゃ） | 松岡はな | アイルトン瀬名 | 吉岡大志 | 8th「最棒了唷（）」             |                  |
| 2016 | 松岡はな | | | | 8th「最棒了唷（）」             |                  |
| 2017 | BUG也無妨（バグっていいじゃん） | | ジマエモン | 佐々木裕 | 9th「BUG也無妨」                |                  |
| 2017 | 荒巻美咲、井上由莉耶、今村麻莉愛、小田彩加、兒玉遥、駒田京伽、指原莉乃、下野由貴、武田智加、田中優香、地頭江音々、月足天音、冨吉明日香、朝長美桜、松岡はな、宮脇咲良                                     | 荒巻美咲、井上由莉耶、今村麻莉愛、小田彩加、兒玉遥、駒田京伽、指原莉乃、下野由貴、武田智加、田中優香、地頭江音々、月足天音、冨吉明日香、朝長美桜、松岡はな、宮脇咲良                                     | 荒巻美咲、井上由莉耶、今村麻莉愛、小田彩加、兒玉遥、駒田京伽、指原莉乃、下野由貴、武田智加、田中優香、地頭江音々、月足天音、冨吉明日香、朝長美桜、松岡はな、宮脇咲良                                     | 荒巻美咲、井上由莉耶、今村麻莉愛、小田彩加、兒玉遥、駒田京伽、指原莉乃、下野由貴、武田智加、田中優香、地頭江音々、月足天音、冨吉明日香、朝長美桜、松岡はな、宮脇咲良                                     | 9th「BUG也無妨」                | [ 注 8 ] [ 21 ]  |
| 2017 | 《不可避免的情人》（必然的恋人） | | 池澤聡 | 池澤聡 | 9th「BUG也無妨」                |                  |
| 2017 | 栗原紗英、神志那結衣、兒玉遥、指原莉乃、武田智加、田島芽瑠、田中美久、朝長美桜、渕上舞、松岡はな、宮脇咲良 松岡菜摘、本村碧唯、森保まどか、矢吹奈子、山下エミリー                                        | 栗原紗英、神志那結衣、兒玉遥、指原莉乃、武田智加、田島芽瑠、田中美久、朝長美桜、渕上舞、松岡はな、宮脇咲良 松岡菜摘、本村碧唯、森保まどか、矢吹奈子、山下エミリー                                        | 栗原紗英、神志那結衣、兒玉遥、指原莉乃、武田智加、田島芽瑠、田中美久、朝長美桜、渕上舞、松岡はな、宮脇咲良 松岡菜摘、本村碧唯、森保まどか、矢吹奈子、山下エミリー                                        | 栗原紗英、神志那結衣、兒玉遥、指原莉乃、武田智加、田島芽瑠、田中美久、朝長美桜、渕上舞、松岡はな、宮脇咲良 松岡菜摘、本村碧唯、森保まどか、矢吹奈子、山下エミリー                                        | 9th「BUG也無妨」                | [ 注 33 ]        |
| 2017 | 《在白線內側》（白線の内側で） | 4期生 | 井上トモノリ | 板垣祐介 | 9th「BUG也無妨」                |                  |
| 2017 | 運上弘菜、小田彩加、堺萌香、清水梨央、武田智加、地頭江音々、月足天音、豊永阿紀、松本日向、宮﨑想乃 | | | | 9th「BUG也無妨」                |                  |
| 2017 | 《我的白日夢》（僕だけの白日夢） | プラチナガールズ | 川浦正大 | 川浦正大 | 9th「BUG也無妨」                |                  |
| 2017 | 秋吉優花、荒巻美咲、井上由莉耶、今村麻莉愛、植木南央、多田愛佳、小田彩加、駒田京伽、坂口理子、坂本愛玲菜、下野由貴、田中菜津美、田中優香、地頭江音々、月足天音、冨吉明日香、村川緋杏、村重杏奈           | 秋吉優花、荒巻美咲、井上由莉耶、今村麻莉愛、植木南央、多田愛佳、小田彩加、駒田京伽、坂口理子、坂本愛玲菜、下野由貴、田中菜津美、田中優香、地頭江音々、月足天音、冨吉明日香、村川緋杏、村重杏奈           | 秋吉優花、荒巻美咲、井上由莉耶、今村麻莉愛、植木南央、多田愛佳、小田彩加、駒田京伽、坂口理子、坂本愛玲菜、下野由貴、田中菜津美、田中優香、地頭江音々、月足天音、冨吉明日香、村川緋杏、村重杏奈           | 秋吉優花、荒巻美咲、井上由莉耶、今村麻莉愛、植木南央、多田愛佳、小田彩加、駒田京伽、坂口理子、坂本愛玲菜、下野由貴、田中菜津美、田中優香、地頭江音々、月足天音、冨吉明日香、村川緋杏、村重杏奈           | 9th「BUG也無妨」                | [ 注 37 ]        |
| 2017 | 《吻真的太遠了》（キスが遠すぎるよ）- 鑽石女孩 | ダイヤモンドガールズ | 多田慎也 | 山田祐輔 | 9th「BUG也無妨」                |                  |
| 2017 | 今田美奈、岩花詩乃、宇井真白、上野遥、運上弘菜、岡本尚子、熊沢世莉奈、堺萌香、清水梨央、筒井莉子、豊永阿紀、深川舞子、外薗葉月、松本日向、宮﨑想乃、山内祐奈、山田麻莉奈、山本茉央                       | 今田美奈、岩花詩乃、宇井真白、上野遥、運上弘菜、岡本尚子、熊沢世莉奈、堺萌香、清水梨央、筒井莉子、豊永阿紀、深川舞子、外薗葉月、松本日向、宮﨑想乃、山内祐奈、山田麻莉奈、山本茉央                       | 今田美奈、岩花詩乃、宇井真白、上野遥、運上弘菜、岡本尚子、熊沢世莉奈、堺萌香、清水梨央、筒井莉子、豊永阿紀、深川舞子、外薗葉月、松本日向、宮﨑想乃、山内祐奈、山田麻莉奈、山本茉央                       | 今田美奈、岩花詩乃、宇井真白、上野遥、運上弘菜、岡本尚子、熊沢世莉奈、堺萌香、清水梨央、筒井莉子、豊永阿紀、深川舞子、外薗葉月、松本日向、宮﨑想乃、山内祐奈、山田麻莉奈、山本茉央                       | 9th「BUG也無妨」                | [ 注 38 ]        |
| 2017 | 《HKT48家族》（HKT48ファミリー） | | 丸谷マナブ / 本柳タカヲ | APAZZI | 9th「BUG也無妨」                |                  |
| 2017 | （2017年2月5日時点のHKT48全メンバー） | （2017年2月5日時点のHKT48全メンバー） | （2017年2月5日時点のHKT48全メンバー） | （2017年2月5日時点のHKT48全メンバー） | 9th「BUG也無妨」                | [ 注 8 ]         |

#### 其他
| 年   | 楽曲名 | 名義 | 作曲 | 編曲 | 収録 | 註解             |
| 年   | 歌唱成員 | 歌唱成員 | 歌唱成員 | 歌唱成員 | 収録 | 註解             |
| ---- | --- | --- | --- | --- | --- | ---------------- |
| 2012 | 初恋バタフライ | | 杉山勝彦 | 生田真心 | AKB48的第29張單曲《永遠的壓力》收录 | [ 注 39 ]        |
| 2012 | 穴井千尋、植木南央、多田愛佳、兒玉遥、指原莉乃、下野由貴、田島芽瑠、朝長美桜、中西智代梨、渕上舞、松岡菜摘、宮脇咲良、村重杏奈、本村碧唯、森保まどか、若田部遥                           | 穴井千尋、植木南央、多田愛佳、兒玉遥、指原莉乃、下野由貴、田島芽瑠、朝長美桜、中西智代梨、渕上舞、松岡菜摘、宮脇咲良、村重杏奈、本村碧唯、森保まどか、若田部遥     | 穴井千尋、植木南央、多田愛佳、兒玉遥、指原莉乃、下野由貴、田島芽瑠、朝長美桜、中西智代梨、渕上舞、松岡菜摘、宮脇咲良、村重杏奈、本村碧唯、森保まどか、若田部遥     | 穴井千尋、植木南央、多田愛佳、兒玉遥、指原莉乃、下野由貴、田島芽瑠、朝長美桜、中西智代梨、渕上舞、松岡菜摘、宮脇咲良、村重杏奈、本村碧唯、森保まどか、若田部遥     | AKB48的第29張單曲《永遠的壓力》收录 | [ 注 4 ] [ 22 ]  |
| 2013 | タンスのゲン | | 中島信也 | | 配信限定 | 作詞：中島信也   |
| 2013 | 穴井千尋、多田愛佳、兒玉遥、指原莉乃、田島芽瑠、朝長美桜、松岡菜摘、宮脇咲良、村重杏奈、森保まどか                                                                                       | 穴井千尋、多田愛佳、兒玉遥、指原莉乃、田島芽瑠、朝長美桜、松岡菜摘、宮脇咲良、村重杏奈、森保まどか                                                                 | 穴井千尋、多田愛佳、兒玉遥、指原莉乃、田島芽瑠、朝長美桜、松岡菜摘、宮脇咲良、村重杏奈、森保まどか                                                                 | 穴井千尋、多田愛佳、兒玉遥、指原莉乃、田島芽瑠、朝長美桜、松岡菜摘、宮脇咲良、村重杏奈、森保まどか                                                                 | 配信限定 | [ 注 4 ]         |
| 2013 | 眨眼3次（ウインクは3回） | | truly truth | 野中“まさ”雄一 | AKB48的第34張單曲《假如在悬铃木的路上对你说“我梦见了你的微笑”，我们的关系会怎么变化，我自己想了几天大概只能得出稍稍让人害羞的结论》收录 |                  |
| 2013 | 穴井千尋、多田愛佳、岡田栞奈、熊沢世莉奈、兒玉遥、指原莉乃、田島芽瑠、田中菜津美、朝長美桜、渕上舞、松岡菜摘、宮脇咲良、村重杏奈、本村碧唯、森保まどか、矢吹奈子                         | 穴井千尋、多田愛佳、岡田栞奈、熊沢世莉奈、兒玉遥、指原莉乃、田島芽瑠、田中菜津美、朝長美桜、渕上舞、松岡菜摘、宮脇咲良、村重杏奈、本村碧唯、森保まどか、矢吹奈子   | 穴井千尋、多田愛佳、岡田栞奈、熊沢世莉奈、兒玉遥、指原莉乃、田島芽瑠、田中菜津美、朝長美桜、渕上舞、松岡菜摘、宮脇咲良、村重杏奈、本村碧唯、森保まどか、矢吹奈子   | 穴井千尋、多田愛佳、岡田栞奈、熊沢世莉奈、兒玉遥、指原莉乃、田島芽瑠、田中菜津美、朝長美桜、渕上舞、松岡菜摘、宮脇咲良、村重杏奈、本村碧唯、森保まどか、矢吹奈子   | AKB48的第34張單曲《假如在悬铃木的路上对你说“我梦见了你的微笑”，我们的关系会怎么变化，我自己想了几天大概只能得出稍稍让人害羞的结论》收录 | [ 注 41 ] [ 23 ] |
| 2015 | 大人列車 | | 外山大輔 | 野中“まさ”雄一 | AKB48的第39張單曲《Green_Flash》收录 |                  |
| 2015 | 秋吉優花、穴井千尋、多田愛佳、兒玉遥、駒田京伽、坂口理子、指原莉乃、田島芽瑠、田中美久、冨吉明日香、朝長美桜、松岡菜摘、宮脇咲良、本村碧唯、森保まどか、矢吹奈子                         | 秋吉優花、穴井千尋、多田愛佳、兒玉遥、駒田京伽、坂口理子、指原莉乃、田島芽瑠、田中美久、冨吉明日香、朝長美桜、松岡菜摘、宮脇咲良、本村碧唯、森保まどか、矢吹奈子   | 秋吉優花、穴井千尋、多田愛佳、兒玉遥、駒田京伽、坂口理子、指原莉乃、田島芽瑠、田中美久、冨吉明日香、朝長美桜、松岡菜摘、宮脇咲良、本村碧唯、森保まどか、矢吹奈子   | 秋吉優花、穴井千尋、多田愛佳、兒玉遥、駒田京伽、坂口理子、指原莉乃、田島芽瑠、田中美久、冨吉明日香、朝長美桜、松岡菜摘、宮脇咲良、本村碧唯、森保まどか、矢吹奈子   | AKB48的第39張單曲《Green_Flash》收录 | [ 注 7 ]         |
| 2016 | Make noise | | 外山大輔 | 佐々木裕 | AKB48的第43張單曲《你就是旋律》收录 |                  |
| 2016 | 穴井千尋、宇井真白、多田愛佳、熊沢世莉奈、神志那結衣、兒玉遥、坂口理子、指原莉乃、田島芽瑠、田中美久、朝長美桜、松岡菜摘、宮脇咲良、本村碧唯、森保まどか、矢吹奈子                       | 穴井千尋、宇井真白、多田愛佳、熊沢世莉奈、神志那結衣、兒玉遥、坂口理子、指原莉乃、田島芽瑠、田中美久、朝長美桜、松岡菜摘、宮脇咲良、本村碧唯、森保まどか、矢吹奈子 | 穴井千尋、宇井真白、多田愛佳、熊沢世莉奈、神志那結衣、兒玉遥、坂口理子、指原莉乃、田島芽瑠、田中美久、朝長美桜、松岡菜摘、宮脇咲良、本村碧唯、森保まどか、矢吹奈子 | 穴井千尋、宇井真白、多田愛佳、熊沢世莉奈、神志那結衣、兒玉遥、坂口理子、指原莉乃、田島芽瑠、田中美久、朝長美桜、松岡菜摘、宮脇咲良、本村碧唯、森保まどか、矢吹奈子 | AKB48的第43張單曲《你就是旋律》收录 | [ 注 8 ] [ 24 ]  |
| 2017 | 《不停止的摩天轮》 | | | | AKB48 的第47張單曲《Shoot Sign》收录 |                  |
| 2017 | 井上由莉耶、栗原紗英、神志那結衣、兒玉遥、指原莉乃、武田智加、田島芽瑠、田中美久、田中優香、朝長美桜、渕上舞、松岡菜摘、松岡はな、宮脇咲良、本村碧唯、森保まどか、矢吹奈子、山下エミリー | | | | AKB48 的第47張單曲《Shoot Sign》收录 |                  |

#### 改變部分歌詞的歌
| 年 | 楽曲名                     | 名義     | 原曲                      | 収録・披露                                                              | 註解   |
| -- | -------------------------- | -------- | ------------------------- | ----------------------------------------------------------------------- | ------ |
|    | HKT48                      |          | AKB48                     | 『HKT48 研究生公演「PARTY開始了」』等                                   |        |
|    | 台湾48                     |          | AKB48                     | 「HKT48全國巡演 〜全國統一還沒結束耶〜番外編in台北」中披露。            |        |
|    | 香港48                     |          | AKB48                     | 「HKT48全國巡演 〜全國統一還沒結束耶〜番外編in香港」中披露。            |        |
|    | 化作滾石吧 （Team H ver.） | Teanm H  | 化作滾石吧                | HKT48 TeamH 2nd Stage「青春女孩」                                       |        |
|    | 化作滾石吧 （HKT48 ver.）  | 研究生   | 化作滾石吧                | HKT48 研究生“脑内天堂”                                                  |        |
|    | 呀喝HKT!                   | 向日葵組 | 呀喝B！                   | HKT48 向日葵組公演「睡衣兜風」                                          |        |
|    | 推Team KIV                 | Team KIV | 推Team B                  | HKT48 Team KIV 1st Stage「劇場的女神」                                  |        |
|    | 推Team H                   | Team H   | 推Team B                  | HKT48 TeamH 4th Stage「劇場的女神」                                     |        |
|    | 因為喜歡你 博多方言 ver.   | Team H   | 因為喜歡你                | HKT48 Team H「博多傳奇」                                                |        |
|    | 指原LOVE！                 | 指原莉乃 | 松村LOVE！                | 第3屆AKB48紅白對抗歌合戰中披露。                                        |        |
|    | みやわきー(Miyawaki)       | 宮脇咲良 | (壞路姫)わるきー (Waruki) | 『 HKT48九州7縣巡演～和可愛的孩子們一起旅行～』鹿児島公演日間場中披露。 |        |
|    | 20人姐妹之歌               | Team H   | 16人姐妹之歌              | HKT48 Team H 3rd Stage「最終鐘聲鳴響」                                  |        |
|    | 15人姐妹之歌               | Team KIV | 16人姐妹之歌              | HKT48 Team KIV 2nd Stage「最終鐘聲鳴響」                                |        |
|    | 尖端頂點之上！             |          | 尖端頂點之上！            | 『HKT48競技場巡演～和可愛的孩子們繼續旅行～』福岡公演初次披露。         |        |
|    | HKT参上!                   |          | AKB参上!                  | 『HKT48全國巡演 〜全國統一還沒結束耶〜』神奈川公演中披露。              |        |
|    | 博多女孩                   |          | 伊維薩女孩                | 『5周年記念特別公演』中披露。                                           | [ 25 ] |

#### 未音源化
| 年 | 楽曲名       | 名義  | 作詞     | 作曲     | 編曲 | 収録・披露                                                 | 註解 |
| -- | ------------ | ----- | -------- | -------- | ---- | ---------------------------------------------------------- | ---- |
|    | タンスのゲン | HKT48 | 中島信也 | 中島信也 |      | タンスのゲン株式会社『タンスのゲン』CMソング。配信限定曲。 |      |

| 年   | 楽曲名 | 名義 | 作曲       | 編曲 | 註解           |
| 年   | 備考 | 備考 | 備考       | 備考 | 註解           |
| ---- | --- | ---- | ---------- | ---- | -------------- |
| 2016 | ハル、はじまるキャンペーンの唄 |      | 吉田ゐさお |      | 作詞：中村太洸 |
| 2016 | 三菱食品「HKT48×ローソン ハル、はじまる。キャンペーン」CMソング。 歌唱メンバー：穴井千尋、今村麻莉愛、神志那結衣、兒玉遥、朝長美桜 |      |            |      |                |

### NGT48

#### 单曲
| 年   | 楽曲名 | 名義 | 作曲 | 編曲 | 収録                | 註解             |
| 年   | 歌唱成員 | 歌唱成員 | 歌唱成員 | 歌唱成員 | 収録                | 註解             |
| ---- | --- | --- | --- | --- | ------------------- | ---------------- |
| 2017 | 青春時計 | | | | 1st单曲「青春時計」 |                  |
| 2017 | 荻野由佳、小熊倫実、柏木由紀、加藤美南、北原里英、佐藤杏樹、菅原りこ、高倉萌香、太野彩香、中井莉加（中井りか)、西潟茉莉奈、長谷川玲奈、本間日陽、村雲颯香、山口真帆、山田野絵 | 荻野由佳、小熊倫実、柏木由紀、加藤美南、北原里英、佐藤杏樹、菅原りこ、高倉萌香、太野彩香、中井莉加（中井りか)、西潟茉莉奈、長谷川玲奈、本間日陽、村雲颯香、山口真帆、山田野絵 | 荻野由佳、小熊倫実、柏木由紀、加藤美南、北原里英、佐藤杏樹、菅原りこ、高倉萌香、太野彩香、中井莉加（中井りか)、西潟茉莉奈、長谷川玲奈、本間日陽、村雲颯香、山口真帆、山田野絵 | 荻野由佳、小熊倫実、柏木由紀、加藤美南、北原里英、佐藤杏樹、菅原りこ、高倉萌香、太野彩香、中井莉加（中井りか)、西潟茉莉奈、長谷川玲奈、本間日陽、村雲颯香、山口真帆、山田野絵 | 1st单曲「青春時計」 | [ 注 44 ] [ 27 ] |
| 2017 | 暗闇求む | | | | 1st单曲「青春時計」 |                  |
| 2017 | 荻野由佳、小熊倫実、柏木由紀、加藤美南、北原里英、佐藤杏樹、菅原りこ、高倉萌香、太野彩香、中井りか、西潟茉莉奈、長谷川玲奈、本間日陽、村雲颯香、山口真帆、山田野絵            | 荻野由佳、小熊倫実、柏木由紀、加藤美南、北原里英、佐藤杏樹、菅原りこ、高倉萌香、太野彩香、中井りか、西潟茉莉奈、長谷川玲奈、本間日陽、村雲颯香、山口真帆、山田野絵            | 荻野由佳、小熊倫実、柏木由紀、加藤美南、北原里英、佐藤杏樹、菅原りこ、高倉萌香、太野彩香、中井りか、西潟茉莉奈、長谷川玲奈、本間日陽、村雲颯香、山口真帆、山田野絵            | 荻野由佳、小熊倫実、柏木由紀、加藤美南、北原里英、佐藤杏樹、菅原りこ、高倉萌香、太野彩香、中井りか、西潟茉莉奈、長谷川玲奈、本間日陽、村雲颯香、山口真帆、山田野絵            | 1st单曲「青春時計」 | [ 注 45 ] [ 27 ] |
| 2017 | | | | | 1st单曲「青春時計」 |                  |
| 2017 | 名稱待定 | | | | 1st单曲「青春時計」 |                  |
| 2017 | | | | | 1st单曲「青春時計」 |                  |
| 2017 | 名稱待定 | | | | 1st单曲「青春時計」 |                  |
| 2017 | | | | | 1st单曲「青春時計」 |                  |
| 2017 | 名稱待定 | | | | 1st单曲「青春時計」 |                  |
| 2017 | | | | | 1st单曲「青春時計」 |                  |
| 2017 | 名稱待定 | | | | 1st单曲「青春時計」 |                  |
|      | | | | |                     |                  |

#### 其他
| 年   | 楽曲名 | 名義 | 作曲 | 編曲 | 収録                            | 註解                |
| 年   | 歌唱成員 | 歌唱成員 | 歌唱成員 | 歌唱成員 | 収録                            | 註解                |
| ---- | --- | --- | --- | --- | ------------------------------- | ------------------- |
| 2016 | Max朱鷺315號 (Maxとき315号) | | 松本一也 | 松本一也 | AKB48的第43張單曲「你就是旋律」 | [ 注 46 ] [ 注 47 ] |
| 2016 | 大滝友梨亜、荻野由佳、小熊倫実、加藤美南、角尤利婭（角ゆりあ）、北原里英、日下部愛菜、佐藤杏樹、菅原里子（菅原りこ）、清司麗菜、高倉萌香、髙橋真生、太野彩香、中井莉加（中井りか)、中村歩加、奈良未遥、西潟茉莉奈、西村菜那子、長谷川玲奈、本間日陽、水澤彩佳、宮島亜弥、村雲颯香、山口真帆、山田野絵 | 大滝友梨亜、荻野由佳、小熊倫実、加藤美南、角尤利婭（角ゆりあ）、北原里英、日下部愛菜、佐藤杏樹、菅原里子（菅原りこ）、清司麗菜、高倉萌香、髙橋真生、太野彩香、中井莉加（中井りか)、中村歩加、奈良未遥、西潟茉莉奈、西村菜那子、長谷川玲奈、本間日陽、水澤彩佳、宮島亜弥、村雲颯香、山口真帆、山田野絵 | 大滝友梨亜、荻野由佳、小熊倫実、加藤美南、角尤利婭（角ゆりあ）、北原里英、日下部愛菜、佐藤杏樹、菅原里子（菅原りこ）、清司麗菜、高倉萌香、髙橋真生、太野彩香、中井莉加（中井りか)、中村歩加、奈良未遥、西潟茉莉奈、西村菜那子、長谷川玲奈、本間日陽、水澤彩佳、宮島亜弥、村雲颯香、山口真帆、山田野絵 | 大滝友梨亜、荻野由佳、小熊倫実、加藤美南、角尤利婭（角ゆりあ）、北原里英、日下部愛菜、佐藤杏樹、菅原里子（菅原りこ）、清司麗菜、高倉萌香、髙橋真生、太野彩香、中井莉加（中井りか)、中村歩加、奈良未遥、西潟茉莉奈、西村菜那子、長谷川玲奈、本間日陽、水澤彩佳、宮島亜弥、村雲颯香、山口真帆、山田野絵 | AKB48的第43張單曲「你就是旋律」 | [ 注 48 ] [ 28 ]    |
| 2016 | 你在哪裏? (君はどこにいる?) | | 伊藤心太郎 | 若田部誠 | AKB48的第44張單曲「不需要翅膀」 |                     |
| 2016 | 大滝友梨亜、荻野由佳、小熊倫実、柏木由紀、加藤美南、角ゆりあ、北原里英、日下部愛菜、佐藤杏樹、菅原りこ、清司麗菜、高倉萌香、髙橋真生、太野彩香、中井莉加（中井りか)、中村歩加、奈良未遥、西潟茉莉奈、西村菜那子、長谷川玲奈、本間日陽、水澤彩佳、宮島亜弥、村雲颯香、山口真帆、山田野絵               | 大滝友梨亜、荻野由佳、小熊倫実、柏木由紀、加藤美南、角ゆりあ、北原里英、日下部愛菜、佐藤杏樹、菅原りこ、清司麗菜、高倉萌香、髙橋真生、太野彩香、中井莉加（中井りか)、中村歩加、奈良未遥、西潟茉莉奈、西村菜那子、長谷川玲奈、本間日陽、水澤彩佳、宮島亜弥、村雲颯香、山口真帆、山田野絵               | 大滝友梨亜、荻野由佳、小熊倫実、柏木由紀、加藤美南、角ゆりあ、北原里英、日下部愛菜、佐藤杏樹、菅原りこ、清司麗菜、高倉萌香、髙橋真生、太野彩香、中井莉加（中井りか)、中村歩加、奈良未遥、西潟茉莉奈、西村菜那子、長谷川玲奈、本間日陽、水澤彩佳、宮島亜弥、村雲颯香、山口真帆、山田野絵               | 大滝友梨亜、荻野由佳、小熊倫実、柏木由紀、加藤美南、角ゆりあ、北原里英、日下部愛菜、佐藤杏樹、菅原りこ、清司麗菜、高倉萌香、髙橋真生、太野彩香、中井莉加（中井りか)、中村歩加、奈良未遥、西潟茉莉奈、西村菜那子、長谷川玲奈、本間日陽、水澤彩佳、宮島亜弥、村雲颯香、山口真帆、山田野絵               | AKB48的第44張單曲「不需要翅膀」 | [ 注 49 ] [ 29 ]    |
| 2017 | 绿色森林体育公园 （みどりと森の運動公園） | | | | AKB48的第47張單曲「Shoot Sign」 |                     |
| 2017 | 大滝友梨亜、荻野由佳、小熊倫実、柏木由紀、加藤美南、角尤利婭、北原里英、日下部愛菜、佐藤杏樹、菅原里子、清司麗菜、高倉萌香、髙橋真生、太野彩香、中井莉加、中村歩加、奈良未遥、西潟茉莉奈、西村菜那子、長谷川玲奈、本間日陽、水澤彩佳、宮島亜弥、村雲颯香、山口真帆、山田野絵                          | 大滝友梨亜、荻野由佳、小熊倫実、柏木由紀、加藤美南、角尤利婭、北原里英、日下部愛菜、佐藤杏樹、菅原里子、清司麗菜、高倉萌香、髙橋真生、太野彩香、中井莉加、中村歩加、奈良未遥、西潟茉莉奈、西村菜那子、長谷川玲奈、本間日陽、水澤彩佳、宮島亜弥、村雲颯香、山口真帆、山田野絵                          | 大滝友梨亜、荻野由佳、小熊倫実、柏木由紀、加藤美南、角尤利婭、北原里英、日下部愛菜、佐藤杏樹、菅原里子、清司麗菜、高倉萌香、髙橋真生、太野彩香、中井莉加、中村歩加、奈良未遥、西潟茉莉奈、西村菜那子、長谷川玲奈、本間日陽、水澤彩佳、宮島亜弥、村雲颯香、山口真帆、山田野絵                          | 大滝友梨亜、荻野由佳、小熊倫実、柏木由紀、加藤美南、角尤利婭、北原里英、日下部愛菜、佐藤杏樹、菅原里子、清司麗菜、高倉萌香、髙橋真生、太野彩香、中井莉加、中村歩加、奈良未遥、西潟茉莉奈、西村菜那子、長谷川玲奈、本間日陽、水澤彩佳、宮島亜弥、村雲颯香、山口真帆、山田野絵                          | AKB48的第47張單曲「Shoot Sign」 | [ 注 50 ] [ 30 ]    |
| 2018 | 就當朋友吧(友達でいましょう) | | 和泉一弥、Ithoh↗kun. | 立山秋航 | AKB48 的第51張單曲「Ja-Ba-Ja」  |                     |
| 2018 | 荻野由佳、小熊倫実、柏木由紀、加藤美南、北原里英、佐藤杏樹、菅原りこ、高倉萌香、太野彩香、中井りか、西潟茉莉奈、長谷川玲奈、本間日陽、村雲颯香、山口真帆、山田野絵 | 荻野由佳、小熊倫実、柏木由紀、加藤美南、北原里英、佐藤杏樹、菅原りこ、高倉萌香、太野彩香、中井りか、西潟茉莉奈、長谷川玲奈、本間日陽、村雲颯香、山口真帆、山田野絵 | 荻野由佳、小熊倫実、柏木由紀、加藤美南、北原里英、佐藤杏樹、菅原りこ、高倉萌香、太野彩香、中井りか、西潟茉莉奈、長谷川玲奈、本間日陽、村雲颯香、山口真帆、山田野絵 | 荻野由佳、小熊倫実、柏木由紀、加藤美南、北原里英、佐藤杏樹、菅原りこ、高倉萌香、太野彩香、中井りか、西潟茉莉奈、長谷川玲奈、本間日陽、村雲颯香、山口真帆、山田野絵 | AKB48 的第51張單曲「Ja-Ba-Ja」  | [ 注 50 ] [ 31 ]    |

### 未音源化 (NGT48)
| 楽曲名                                                                                     | 名義                                                                                       | 作曲                                                                                       | 編曲                                                                                       | 註解      |
| 註解                                                                                       | 註解                                                                                       | 註解                                                                                       | 註解                                                                                       | 註解      |
| ------------------------------------------------------------------------------------------ | ------------------------------------------------------------------------------------------ | ------------------------------------------------------------------------------------------ | ------------------------------------------------------------------------------------------ | --------- |
| 太陽は何度でも                                                                             |                                                                                            | 杉山勝彦                                                                                   |                                                                                            |           |
| 3人の卒業公演『太陽は何度でも』で披露された楽曲。 歌唱成員：菅原りこ、長谷川玲奈、山口真帆 | 3人の卒業公演『太陽は何度でも』で披露された楽曲。 歌唱成員：菅原りこ、長谷川玲奈、山口真帆 | 3人の卒業公演『太陽は何度でも』で披露された楽曲。 歌唱成員：菅原りこ、長谷川玲奈、山口真帆 | 3人の卒業公演『太陽は何度でも』で披露された楽曲。 歌唱成員：菅原りこ、長谷川玲奈、山口真帆 | [ 注 51 ] |

#### 改變部分歌詞的歌
| 年 | 楽曲名 | 名義  | 原曲  | 収録・披露                                  | 註解 |
| -- | ------ | ----- | ----- | ------------------------------------------- | ---- |
|    | NGT48  | NGT48 | AKB48 | 「NGT48 第1期生初次公開日中表演」初次表演。 |      |

### SDN48

#### 劇場公演
SDN48 1st Stage“诱惑的吊袜带”（誘惑のガーター）
- Saturday night party
- Never!
- Black boy
- 诱惑的吊袜带
- I'm sure.
- All In（オールイン）
- 悍马女士（じゃじゃ馬レディー）
- 加油丽娜（ガンバリーナ）
- 普通的您（普通のあなた）
- Best by…
- 为了被爱（愛されるために）
- 孤独的跑者（孤独なランナー）
- 逃避行
- 吸血鬼计划（ヴァンパイア計画）

#### 单曲
1.GAGAGA
- GAGAGA
- 孤独的跑者
- 爱神触发（エロスのトリガー）
- 佐渡向过去（佐渡へ渡る）

2.請給我愛（愛、チュセヨ）
- 請給我愛
- 天国之门在第3次的打开（天国のドアは3回目のベルで開く）
- 淡路岛的洋葱（淡路島のタマネギ）
- 爱喔 别动（愛よ 動かないで）

3.MIN・MIN・MIN
- MIN・MIN・MIN
- 喝了娘王香槟再说（おねだりシャンパン）
- 女人
- Everyday、发箍（SDN48 ver.）

4.在麻布十番劝说 duet with Monta Mino（口説きながら麻布十番 duet with みの もんた）
- 在麻布十番劝说 duet with Monta Mino
- 想做店氏（やりたがり屋さん）
- Kamujatan爱恋之情（カムジャタン慕情）
- 借着朗姆酒坦白（カシャーサで自白する）

5.毫不认输Congratulation（負け惜しみコングラチュレーション）
- 毫不认输Congratulation
- 滴溜
- 崇尚奈津子（上からナツコ）
- 安可并没有结束（終わらないアンコール）

#### 专辑
1.NEXT ENCORE
- 1加仑的汗（1ガロンの汗）

### JKT48
印度尼西亚语

#### 劇場公演
JKT48 1st Stage“Pajama Drive”
- Shonichi
- Hissatsu Teleport
- Gokigen Naname na Mermaid
- Futari nori no Jitensha
- Tenshi no Shippo
- Pajama Drive
- Junjou Shugi
- Temodemo no Namida
- Kagami no Naka no Jeanne d'Arc
- Two years later
- Inochi no Tsukaimichi
- Kiss Shite Son Shichatta
- Boku no Sakura
- Wasshoi J!
- Suifu wa Arashi ni Yume wo Miru
- Shiroi Shirts

Team J 1st Stage“Renai Kinshi Jourei”
- Nagai Hikari
- Squall no Aida ni
- JK Nemurihime
- Kimi ni Au Tabi Koi o Suru
- Kuroi Tenshi
- Heart Gata Virus
- Renai Kinshi Jourei
- Tsundere!
- Manatsu no Christmas Rose
- Switch
- 109
- Hikouki Gumo
- Ano Koro no Sneakers
- JKT Sanjou!
- Namida no Shinkokyuu
- Oogoe Diamond

Team J 2nd Stage“Dareka no Tame ni”
- Tsukimisou
- Warning
- Tanjoubi no Yuru
- Bird
- Nage Kissu de Uchi Otose
- Shinkirou
- Rider
- Seifuku ga Jama wo Suru
- Natsu ga Jeehatta
- Koike
- Tsuki no Katachi
- Dareka no Tame ni
- Medley
- Namida Uri no Shoujo

Team KIII 1st Stage“Boku No Taiyou”
- Dreamin' Girls
- Run Run Run
- Mirai no Kajitsu
- Viva! Hurricane
- Idol Nante Yobanaide
- Boku to Juliette to Jet Coaster
- Higurashi no Koi
- Itoshisha no Defense
- Himawari
- Takeuchi-senpai
- Sonna Konna Wake de
- Deja vu
- Yuuhi wo Miteiruka?
- Lay Down!
- BINGO
- Boku no Taiyou

#### 单曲
1.RIVER
- RIVER
- Sakura no Shiori
- Mirai no Kajitsu
- Kimi ni Au Tabi Koi o Suru

2.Yuuhi wo Miteiruka?
- Yuuhi wo Miteiruka?
- Nagai Hikari
- 1!2!3!4!Yoroshiku!
- Viva! Hurricane

3.Fortune Cookie in Love
- Fortune Cookie in Love
- First Rabbit
- Baby! Baby! Baby! - Passionate Prayer Version -

4.Manatsu no Sounds Good!
- Manatsu no Sounds Good!
- BINGO!
- Kimi to Boku no Kankei

5.Flying Get
- Flying Get
- Hanikami Lollypop
- Shoujotachi Yo
- Korogaru Ishi ni Nare
- Aitakatta

6.Gingham Check
- Gingham Check
- Utsukushii Inazuma
- Kondo Koso Ecstasy
- Boku wa Ganbaru
- Sakura no Hanabiratach
- Gingham Check

#### 专辑
1.Heavy Rotation
- Heavy Rotation
- Kimi no Koto ga Suki Dakara
- Ponytail to Chou-chou
- Baby! Baby! Baby!
- Shonichi
- Wasshoi J!
- Oogoe Diamond
- Gomen ne, Summer
- Namida Surprise
- Hikoukigumo

#### 其他歌曲
- Aitakatta
- Kitagawa Kenji
- JKT48
- Shoujotachi yo
- NEW SHIP
- Flying Get

## 长期团体

### Chocolove from AKB48

#### 单曲
1.明天的你将是不一样的你（明日は明日の君が生まれる）
- 明天的你将是不一样的你
- 巧克力（チョコレート）
- 明天的你将是不一样的你（rina-mix）
- 明天的你将是不一样的你（sae-mix）
- 明天的你将是不一样的你（sayaka-mix）
- 明天的你将是不一样的你（choco-mix）

2.信息的泪（メールの涙）
- 信息的泪
- 他的厨房（彼のキッチン）
- 信息的泪（rina-solo ver.）
- 信息的泪（sae-solo ver.）
- 信息的泪（sayaka-solo ver.）
- 信息的泪（choco-mix）

#### 专辑
1.Dessert
- 巧克力（rina-solo）
- 巧克力（sae-solo）
- 巧克力（sayaka-solo）
- 他的厨房（rina-solo）
- 他的厨房（sae-solo）
- 他的厨房（sayaka-solo）
- Waves
- Waves（rina-solo）
- Waves（sae-solo）
- Waves（sayaka-solo）

### no3b


#### 单曲
1.Relax!
- Relax!
- 心之温度（ハートの温度）

2.种子（タネ）
- 种子
- Girls' talk

3.流星之吻（キスの流星）
- 流星之吻
- 巴士站（バスストップ）

4.Lie
- Lie
- 3seconds Remix

5.只有你（君しか）
- 只有你
- 青春就像树梢撒落的夏日阳光（青春の木洩れ陽）

6.Answer
- Answer
- 好奇1号（モノズキ1号）
- Answer TV Animation ver.
- ☆之彼方（no3b ver.）
- 爱的加速器
- 逆转的王子殿下（no3b ver.）

7.触不到的唇…（唇 触れず…）
- 触不到的唇…
- 错觉
- 后天、牙买加（明後日、ジャマイカ）
- 谁来告诉我（誰か教えて）
- 蓦然已到离别时（サヨナラに気づいて…）

8.Pedicure day（ペディキュアday）
- Pedicure day
- 洁西卡不敲门（ジェシカはドアをノックしない）
- Pedicure day（French Pop Mix）
- 微睡
- Still
- 平分

9.蟋蟀人（キリギリス人）
- 蟋蟀人
- 也不是挺好（いーんじゃね?）
- MY SHINING STARS
- 突然认为事（ふと思うコト）
- 我爱上了你（君に恋をした）

#### 专辑
1.no3b
- 心型病毒［no3b ver.］
- Bye Bye Bye
- Cloudy sky
- 奇迹总诞生在夜里（奇跡は夜生まれる）
- 我是我（私は私）
- 纯爱的渐强音
- 圣诞礼物（クリスマスプレゼント）Remix
- Next heaven
- 想要镜头（尺が欲しい）
- 骗人吧?〜七里滨之七种不思议〜（嘘でしょ? 〜七里ガ浜の七不思議〜）

#### 下载限定
假面 名義
- 3seconds
- 圣诞礼物

### 走廊奔跑队7


#### 单曲
走廊奔跑队 名義
1.初戀衝刺／青色未來（初恋ダッシュ/青い未来）
- 初戀衝刺
- 青色未來
- 恋爱的咀嚼（恋のチューイング）

2.干劲烟花（やる気花火）
- 干劲烟花
- 恋爱运动员（恋愛アスリート）
- 白色的郁金香（白いチューリップ）

3.完美的Gu字音（完璧ぐ〜のね）
- 完美的Gu字音
- 冒险和等等（冒険エトセトラ）
- 风的小提琴（風のバイオリン）

4.鬼脸桥（アッカンベー橋）
- 鬼脸桥
- 年轻热情的意大利（若気のイタリアン）
- 让我给你温柔（やさしくさせて）
- 走廊奔跑队单曲混合曲（渡り廊下走り隊单曲ダイジェストメドレー）

5.青春的旗帜（青春のフラッグ）
- 青春的旗帜
- 走廊队 GO! GO! GO!（走り隊 GO! GO! GO!）
- 软件恋爱海蜇女孩（軟体恋愛クラゲっ娘）

6.抱紧我（ギュッ）
- 抱紧我
- 手掌
- 抱歉

走廊奔跑队7 名義
7.情人節之吻（バレンタイン・キッス）
- 情人節之吻
- 索米索米拉西拉（ソミソミラシラ）
- 你好 我的初恋
- 睡衣兜风
- 夕阳的凌辱（夕陽のいじわる）

8.笨拙的媚眼（へたっぴウィンク）
- 笨拙的媚眼
- 那么、谢谢!（マンマ、グラッチェ!）
- 不适合比基尼（ビキニは似合わない）
- 地下铁的Teddy boy（地下鉄のTeddy boy）
- 穿着衣服的国王（服を着た王様）
- 未来的情人（未来の恋人）

9.希望山脉（希望山脈）
- 希望山脉
- 会说狗话的男孩（犬語を話せる男の子）
- 猿猴的钹（猿のシンバル）
- 回忆是那么的遥远…（思い出は遠いほど…）
- 出奇不意的去吧（㊙どっきりで行こう）
- 恋爱是敏感的（恋は心配性）

10.少年哟 说谎吧！（少年よ 嘘をつけ!）
- 少年哟 说谎吧！
- 你在思索（君は考える）
- 姊妹饭（姉妹どんぶり）
- 恋爱重量级冠军（恋愛ヘビー級チャンピオン）
- 多么漂亮的鸭子船（なんて素敵なあひるのボート）
- 不坦率（へそが曲がる）

#### 专辑
走廊奔跑队 名義
1.不要在走廊奔跑！（廊下は走るな!）
- 猫骗
- 冒失
- 骨折罗曼史（骨折ロマンス）
- 为了麻友（麻友のために）
- 柊之通学路（柊の通学路）

#### 参加作品
Bad Friends
走廊奔跑队 名義
- 海滨的辛巴达（渚のシンドバッド）

簪 名義

### French Kiss


#### 单曲
1.很早以前（ずっと 前から）
- 很早以前
- 夜风的恶作剧
- 一个秋天的一天（ある秋の日のこと）
- 无望之泪

2.If
- If
- 你面对前面（前を向いてる君）
- 沉默
- 口对口的巧克力

3.太逊了I love you!（カッコ悪い I love you!）
- 太逊了I love you!
- 忽然
- 是你的话没有问题（君なら大丈夫）
- 世界之泪（世界の涙）

4.最初的Mail（最初のメール）
- 最初的Mail
- 蜡烛之心（キャンドルの芯）
- Last train
- 吃火龙果的时刻（ドラゴンフルーツの食べ頃）
- 半夜刷牙（真夜中の歯磨き）

5.Romance Privacy（ロマンス・プライバシー）
- Romance Privacy
- Rainy day
- 盖瓶
- 生理节律（バイオリズム）
- 火山灰（火山灰）

6.沒記起來的花（思い出せない花）
- 沒記起來的花
- 性格古怪的人（あまのじゃく）
- 6月29日
- 兩個人的記憶（2人だけの記憶）
- 在廣闊的世界相遇（広い世界の中で出逢えたこと）
- 心的鑰匙 （心の鍵）

### Not yet

#### 单曲
1.週末Not yet（週末Not yet）
- 周末Not yet
- 飘飘
- 需要诚实（素直になりたい）
- 虽然很好笑（笑うがいい）
- 泪中带笑（Not yet ver.）

2.破浪刨冰（波乗りかき氷）
- 破浪刨冰
- 弗美尔的信（フェルメールの手紙）
- 挚友
- 希腊的货船（ギリシャの貨物船）
- 我们的离岸（僕たちのオフショア）

3.爱说爱说爱说的男人（ペラペラペラオ）
- 爱说爱说爱说的男人
- 海啸声喔（海鳴りよ）
- 前男友结婚时（元カレが結婚する時）
- 看得见风车的街（風車が見える街）
- 盟友

4.西瓜BABY
- 西瓜BABY
- 希望之花（希望の花）
- 不毛之夜（不毛な夜）
- guilty love
- May
- 所谓被爱（アイサレルトイウコト）（Not yet ver.）

5.刺痛的花（ヒリヒリの花）
- 刺痛的花
- 下一个耳环（次のピアス）
- 如手拉住手（もしも、手を繋いでいたら）
- 爆炸制作人（爆発プロフェッサー）
- 微小的我的抵抗（ささやかな僕の抵抗）
- 未看到的天空总是蓝的（見えない空はいつでも青い）

#### 专辑
1.Already
- 我接受来自世界的风（世界の風を僕らは受けて）
- Already
- 从此不喝格雷伯爵茶（あれからアールグレイを飲んでいない）

### DiVA

#### 单曲
1.月的裏側（月の裏側）
- 月的里侧
- Fade out
- Information（インフォメーション）
- Blue rose -DiVA ver.-
- 月的里侧 -RoyalMirrorball Mix-

2.Cry
- Cry
- No way out
- 地下水道（地下水道）
- MARIA -DiVA ver.-
- MARIA -Original Track Cover-

3.Lost the way
- Lost the way
- 悲伤的Mirage（悲しみのMirage）
- Stargazer -2012 Here I am cuz of U- Yuka Masuda from DiVA
- 你是天马 -DiVA Ver.-
- 你是天马 -Original Track Cover-

4.DISCOVERY
- DISCOVERY
- Believe in myself
- Surrender
- WOW WAR TONIGHT 〜時には起こせよムーヴメント

#### 專輯
1.Diva(專輯)
- DIVA!
- 大スキ+大キライ=大好き!
- 一人想い
- You should know it…
- 妄想シンデレラ
- For tenderness

## 个人出道

### 板野友美
毕业之后发表或灌录唱片发行的歌曲，请参照个人页面。
单曲
1.Dear J
- Dear J
- TUNNEL
- Stay by my side
- Thank you
- 傲娇女生

2.突然间（ふいに）
- 突然间
- Come on!
- 我的错（僕のせい）
- Don't miss it!
- 月之祈祷（月の祈り）
- Dark side

3.给10年后的你（10年後の君へ）
- 给10年后的你
- Clone
- deal feat.NO-FACE
- Always I need you
- lose-lose
- 制服的抵抗（板野Solo ver.）

4.1%
- 1%
- For you, For me
- 白黒
- Sister
- 8 years
- 少女A

配信限定
- Wanna be now
- 爱的耳环（愛にピアス）
- 1% (Dance Trial Edit)

粉丝参加型舞蹈竞赛《板野友美1% Dance Trial 2013》使用曲。

### 前田敦子
毕业之后发表或灌录唱片发行的歌曲，请参照个人页面。
单曲
1.Flower
- Flower
- 内心的旋律（この胸のメロディー）
- 托著脸颊喝咖啡玛奇朵（頬杖とカフェ・マキアート）
- 直到黎明（夜明けまで）
- La Brea Ave.
- 蓝莓早午餐（Brunchはブルーベリー）

2.你就是我（君は僕だ）
- 你就是我
- 右肩
- 绕远路（遠回り）
- 爱得太多…（愛しすぎると…）
- Sunday drive
- 畳

在毕业后发行唱片但仍在AKB48组合中时发表的歌曲
- 溫柔的心情（やさしい気持ち）

《不需要什麼時光機》（タイムマシンなんていらない）中收录。

### 岩佐美咲
畢業之後發表或灌錄唱片發行的歌曲，請參照個人頁面。
單曲
单曲
1.無人車站（無人駅）
- 無人車站
- 无限重播〈演歌版本〉
- 归乡〈岩佐美咲版本〉
- 给我一双翅膀（翼をください）
- 濑户的新娘（瀬戸の花嫁）

2.如果我居於天空（もしも私が空に住んでいたら）
- 如果我居於天空
- 飞翔入手〈演歌版本〉
- 紫阳花桥（あじさい橋）
- 津轻海峡・冬景色（津軽海峡･冬景色）

3.鞆之浦的爱慕之情	（鞆の浦慕情）
- 鞆之浦的爱慕之情
- 恋爱的幸运饼干〈演歌版本〉
- 異邦人

翻唱专辑
1.点播·翻唱（リクエスト・カバーズ）
- 红色的麝香豌豆（赤いスイートピー）
- 任时光从身边流逝（時の流れに身をまかせ）
- Love is over（ラヴ・イズ・オーヴァー）
- 泪光闪闪（涙そうそう）
- 等待
- 爱的原貌…（愛のままで・・・）
- 最后的雪（なごり雪）
- 花水木（ハナミズキ）
- 蓝色灯光下的横滨（ブルー・ライト・ヨコハマ）
- 北方的旅店（北の宿から）
- 偿还
- 越冬的燕子（越冬つばめ）

### 渡边麻友
单曲
1.怦然心动（シンクロときめき）
- 怦然心动
- 给编辫子的你（三つ編みの君へ）
- 薰衣草地毯（ラベンダーのジュータン）
- Mayuyuroid（マユユロイド）
- 鲭鱼罐头（サバの缶詰）
- 新宿優等生（新宿優等生）

2.大人彩色糖（大人ジェリービーンズ）
- 大人彩色糖
- 最初的关键句（最初のジャック）
- 一直伴你身旁（いつでも そばにいてあげる）
- 不再绑双马尾（ツインテールはもうしない）
- 遗憾少女 -渡边麻友 Ver.-
- 小指的微笑（小指の微笑み）

3.发光体（ヒカルものたち）
- 发光体
- 地平线的另一端是哪? -Beyond the horizon-（地平線の彼方はどこにある? -Beyond the horizon-）
- 心的汤匙（ハートのスープ）
- 2人的黎明（2人の夜明け）
- 踩到爱（恋を踏んじゃった）
- 离别之桥（サヨナラの橋）

4.喇叭练习中（ラッパ練習中）
- 喇叭练习中
- 制服自我认同（制服のアイデンティティー）
- KISS的声纳（キスのソナー音）
- 表兄弟（カズン）
- 倔强的纯情（強情な純情）
- 与太阳散步（太陽と散歩）

### 指原莉乃
单曲
1.就是喜欢你（それでも好きだよ）
- 就是喜欢你
- 初恋之丘（初恋ヒルズ）
- 恋爱总选举 ～指原莉乃solo ver.～
- 心爱的娜塔莎
- Yeah! 超级假期（Yeah! めっちゃホリディ）

2.懦弱的化妝舞會（意気地なしマスカレード）
指原莉乃 with 杏李玲（アンリレ）名義
- 懦弱的化妝舞會
- 霜淇淋Kiss（ソフトクリーム・キス）
- if的妄想（ifの妄想）
- 认真恋爱五秒前（MajiでKoiする5秒前）
- 懦弱的化妝舞會（博多腔版）（博多弁ver.）
- 到遥远的街道（遠い街へ）

### 松井咲子
畢業之後發表或灌錄唱片發行的歌曲，請參照個人頁面
专辑
1.会呼吸的钢琴（呼吸するピアノ）
- 心的谱面（心の譜面）
- 想见你
- 飞翔入手
- 歌唱的血液〜宇津井健的加压训练主题〜（歌う血液〜宇津井健の加圧トレーニングのテーマ〜）
- Everyday、发箍
- 移动的灵魂〜Google+使用者的主题〜（魂の移動〜ぐぐたす民のテーマ〜）
- Beginner
- 马尾与发圈
- 无限重播
- 变成樱花树
- 第18号钢琴奏鸣曲 (莫扎特)（W.A.モーツァルト ピアノ・ソナタ 第18番，K.576，ニ長調より第1楽章）

### 河西智美
毕业之后发表或灌录唱片发行的歌曲，请参照个人页面。
单曲
1.难道说（まさか）
- 难道说
- 我的光（私のヒカリ）
- 如能被你紧拥
- 来一块糖果

2.Mine
- Mine
- Illumination
- 我的Summertime blues（僕のSummertime blues）
- Enjoy your life !

### 柏木由紀
单曲
1.草莓小蛋糕（ショートケーキ）
- 草莓小蛋糕
- 即使如此也不流泪（それでも泣かない）
- 变成樱花树 Acoustic Ver. feat. 押尾光太郎 （押尾コータロー）
- 未来桥（未来橋）
- 同窗会之后（クラス会の後で）
- 嫉妒之拳（ジェラシーパンチ）

2.Birthday wedding
- Birthday wedding
- 但是一直（でもねずっと）
- 你与我（あなたと私）
- 口对口的巧克力
- 明天也在笑（明日も笑おう）

### 高桥南
畢業之後發表或灌錄唱片發行的歌曲，請參照個人頁面
单曲
1.Jane Doe
- Jane Doe
- 受伤的羽翼（破れた羽根）
- 生锈的摇滚（錆びたロック）
- 自私的爱（利己的な恋愛）
- 右肩
- 布宜诺斯艾利斯的雨（ブエノスアイレスに雨が降る）

未音源化
- 眼睛的门（瞳の扉）

（作詞：秋元康、作曲：藤田昌伸）
动画《蓝精灵2》日本版主题曲

### 倉持明日香
单曲
1.一直在身边（いつもそばに）
- 一直在身边
- 偶然的朋友（偶然の味方）
- 向日葵

### 松村香織
单曲
1.松村LOVE！（マツムラブ!）
- 松村LOVE！

### 渡邊美優紀
单曲
1.與其溫柔不如給我一個吻（やさしくするよりキスをして）
- 與其溫柔不如給我一個吻

### 藤田奈那
单曲
1.右腳的證據（右足エビデンス）
- 右腳的證據

## 限定团体・企划个人出道

### 骨头组 from AKB48

骨头华尔兹
- 骨头华尔兹
- 鲸鱼的公交（くじらのバス）

### ICE from AKB48
ICE
- 所谓被爱

### 大堀雌蕊

甜蜜股关节（甘い股関節）
- 甜蜜股关节

### AKB IDOLING!!!

啾一个！（チューしようぜ!）
- 啾一个！
- 迷人期之歌（モテ期のうた）

### 纳豆天使

纳豆天使
- 纳豆天使

### Ogu Manami

蜗牛
- 蜗牛
- 绿毛虫约翰尼（芋虫ジョニー）

### 纳豆天使Z
纳豆文（ナットウマン）
- 纳豆文

### 迷你裙

- 迷你裙精灵

### Team Dragon from AKB48

心之羽根（心の羽根）
- 心之羽根
- 世界中之雨（世界中の雨）

其他
- 心之羽根（TV Size）（TVサイズ）

《七龙珠改 Original Soundtrack Vol.3》（ドラゴンボール改 オリジナルサウンドトラック Vol.3）中收录。

### TEAM-Z
TEAN-Z ORIGINAL SOUND TRACK
- 爱之绳（恋のお縄）
- 我的男友是钱形平次（私の彼氏は銭形平次）
- 想见你 〜江户 Ver.〜（お江戸 Ver.）
- 钱形平次 〜TEAM-Z Ver.〜

### 丸少爺姐妹

初恋无法结果（初恋は実らない）
- 初恋无法结果
- 蜗牛〜丸少爺姐妹・版本〜

### 太妹Girls

太妹Girls ORIGINAL SOUND TRACK
- 坚持己见的理由（突っ張る理由）
- 朋友啊在黎明相会吧（友よ夜明けに待ち合わせよう）

### NO NAME
1.关于希望（希望について）
- 关于希望
- 梦将不断重生（夢は何度も生まれ変わる）
- 彩虹列车（虹の列車）

2.将泪水献给你（この涙を君に捧ぐ）
- 将泪水献给你
- 六神无主的声音（主なきその声）
- 少女们 NO NAME ver.
- 大声钻石 NO NAME ver.
- 初日 NO NAME ver.
- 无望之泪 NO NAME ver.

## 其他
- 骨头华尔兹（album ver.）

《Team K 3rd Stage“脑内天堂”》公演CD中收录。
- 种子 -TV size ver.-

《鉄腕BIRDY DECODE:02 ORIGINAL SOUNDTRACK》（鉄腕バーディー DECODE）中收录。
- 坚强之勇者（TV size）

《真魔神 冲击！Z篇 on television ORIGINAL SOUNDTRACK Vol.2》（真マジンガー 衝撃! Z編）中收录。
- 太逊了I love you!（TV size edit.）

《SKET DANCE  ORIGINAL SOUNDTRACK Best Hit KAIMEI》中收录。
- 月的里侧 <SCP EUROBEAT REMIX>
- 翡翠色的沙滩裙 <SCP EUROBEAT REMIX>

以上两曲收录于《SUPER EUROBEAT VOL.220》中。
- 飞翔入手（峯岸化 ver.）

《卡巴斯基实验室 2012 多平台安全性》比赛歌曲。收录于比赛用的限定1000枚CD中。
- Lost the way -MOVIE MIX-

《奥特曼传奇 Original Soundtrack》（ウルトラマンサーガ）中收录。
- 大葱鸭们 ＜Remo-Con REMIX＞

活动“NMB48《大葱鸭们》Release Special 3rd Anniversary Special Live Secret After Party!!”奖品用模拟盘中收录。

### 和声版本
- Beginner

第1届AKB48红白对抗歌合战中表演。
- 樱花花瓣

第2屆AKB48红白对抗歌合战中表演。

### 非日语版本
英語
- 大声钻石

2009年7月3日，AKB48在参加日本博覽會时披露。
- Fortune Cookie in Love - English Version -

《Fortune Cookie in Love》中收录。
- Manatsu no Sounds Good! – Summer Love Sounds Good!

《Manatsu no Sounds Good!》中收录。

法语
- 樱花花瓣

2009年7月3日，AKB48在参加日本博覽會时披露。

### 上述以外
- 是Death Panda（Death Pandaデス!）

SA&KA from AKB48（秋元才加、野呂佳代）演唱
2006年在东京电视台系播放的《竹山先生?》中的环节“是Panda”（デスパンダ）中使用。
（作曲：马蒂·弗里德曼）

- 加油

星野满演唱
2007年2月10日初次披露、为粉丝向原创短剧《tgsk殺人事件》插入曲。也曾在劇場公演中演唱。

- 宽松的DE-O！（ユルユルでDE-O!）

蜡笔小新Friends（クレヨンフレンズ） from AKB48（大岛麻衣、折井步、今井優、野吕佳代、浦野一美）演唱
《呼风唤雨!夕阳下的春日部男孩》参加配音的成员所演唱的版本。

- 谢谢

今井優演唱
Team K 3rd Stage“脑内天堂”的千秋乐中表演。向来场的观众发放了收录有本首歌的CD。
（作词作曲皆为其本人）。

- 夏季的嘴唇（サマーリップス）

Summer Lips（板野友美、河西智美）演唱
2008年7月26日开放下载。《偶像夏日物语》（アイドル夏物語）（读卖电视台）的企划曲。

- 勇敢的我们（勇敢な僕ら）

折井步、星野满演唱
“神公演予定”～因诸多因素、也有可能无法成为神公演、望体谅（第3公演）中演唱。

- Shiny Summer〜友の夏〜

嘎鲁酱（ギャルちん）a.k.a.板野友美演唱
2009年7月22日发行的合集《Super★动画☆Remix Super☆Best》（スーパー★アニメ☆リミックス スーパー☆ベスト）に収録。
板野本人作詞。

- ∞・Infinity

Ruka（ルカ）&麻里亜（秋元才加、高橋南或宮澤佐江、柏木由紀）演唱
AKB歌劇团《Infinity》主題歌。
（作詞：广井王子、作曲：田中公平、編曲：松尾早人）
- ∞・Infinity 民谣版（バラードバージョン）

Ruka（秋元才加或宮澤佐江）演唱
AKB歌劇团《Infinity》插入歌。

- 母亲牧场（マザー牧場）广告曲

藤江丽奈、近野莉菜演唱
因担任母亲牧场宣传大使而演唱。
（作曲：松本卓也）

- Love♡Wars
- Love♡Wars ACO Edit.
- Love♡Wars Tomomi Itano solo Edit.
- Love♡Wars Tomomi Kasai solo Edit.

Queen & Elizabeth演唱

- Stargazer

増田有華演唱
Stargazer TV-MIX 版本

- 青色车站

宮崎美穂演唱
2010年6月30日发行的翻唱专辑《妹之歌-80〜90's GIRL POP NON-STOP COVER-》（姉うた-80〜90's GIRL POP NON-STOP COVER-）中收录。

- 59阶的桥（59段の架け橋）

AKB48演唱
2010年9月19日首次演唱。京都造形藝術大学校歌。
（作詞：秋元康、作曲：梅原晃）

- 是不是呀（ええじゃないか）

BABY GAMBA（仲谷明香、田名部生来）演唱
2011年9月14日发行的DVD单曲。
（作詞、作曲：DUFF、編曲：一休／DUFF）

- 春色的翅膀（春色の翼）

龝田和惠演唱
2012年3月28日开始提供下载的下载限定单曲。

- 下着大雨的寂寞夜晚（土砂降りロンリーナイト）

ChaMin（畠山智妃）演唱
2012年3月28日开始提供下载的下载限定单曲。

- 我要保护你〜Lisa之歌〜

佐藤堇演唱
《奥特曼传奇 Original Soundtrack》中收录。

- 花正在开（花は咲く）

仲谷明香、岩田華怜参加了歌曲录制。同时单曲内也收录了岩田的个人演唱版本。

- 千岁Get You!!之歌（ちとせげっちゅ!!の歌）

樱庭千岁（仲谷明香）、樱庭千岁（德井青空）、柊雛子（MAKO）演唱
电视动画《千岁Get You!!》片头曲。为主人公千岁配音的仲谷明香参加演唱。

- Super baby♡Get You!!（スーパーハイパー♡げっちゅ!!）

樱庭千岁（仲谷明香）演唱
电视动画《千岁Get You!!》角色曲。为主人公千岁配音的仲谷明香演唱。

- 舞动的柜子（タンスのゲン）

HKT48演唱
舞动的柜子公司《舞动的柜子》广告曲。下载限定曲。
（作詞、作曲：中島信也）

- 更多这样的时间

向谷实＆佐藤亚美菜、倉持明日香、中村麻里子 from AKB48演唱
2013年2月23日～24日在NICONICO直播节目《向谷实之NICONICO现场录音 Vol.2》（向谷実のニコニコ生レコーディング Vol.2）内宣布制作的下载限定单曲。
（作詞：佐藤亚美菜、作曲：向谷实）
- 我想去看海（うみにいきたいな）
- 便便超人（うんこマン）
- 可爱的 动物们（かわいい どうぶつさん）
- 今天是 最喜欢的 咖喱之日（きょうは だいすき カレーのひ）
- 邋遢妈妈（ぐうたらママ）
- 中层的爸爸（ちゅうかんパパ）
- 谜语锁（なぞなぞロック）

Team B
在《週六夜兒童機器》的“大家的歌曲单元”环节中演唱

### 毕业之后发表歌曲的前成员
关于这些歌曲，请参照这些个人页面。
- 星野满（星野みちる）
- 大島麻衣
- 増山加弥乃
- 折井步（折井あゆみ）
- 小野惠令奈
- 仲谷明香
- 奈津子、亚希子（组成了组合奈津亚希（ナツアキ））
- 早野薫 （现艺名：早乃香織）
- 上村彩子
- 大山愛未
- 成田梨紗
- 小原春香
- 松下唯
- 前田敦子
- Neneng Rosediana
- 今吉惠（今吉めぐみ）、梅田悠、甲斐田樹里、加藤雅美、伊東愛、KONAN、細田海友 （组成了组合7cm）
- 光上慧爱兰（光上せあら）
- 板野友美
- 河西智美

### OJS48
被称为AKB48的姐弟组合，现主要承担48Group大型活动的保安工作。
深呼吸
- 深呼吸
- 五十步百步（五十歩百歩）

## 関連項目
- AKB48相关作品
- SKE48相关作品
- AKB48歌曲列表